# Rudolf Steiner

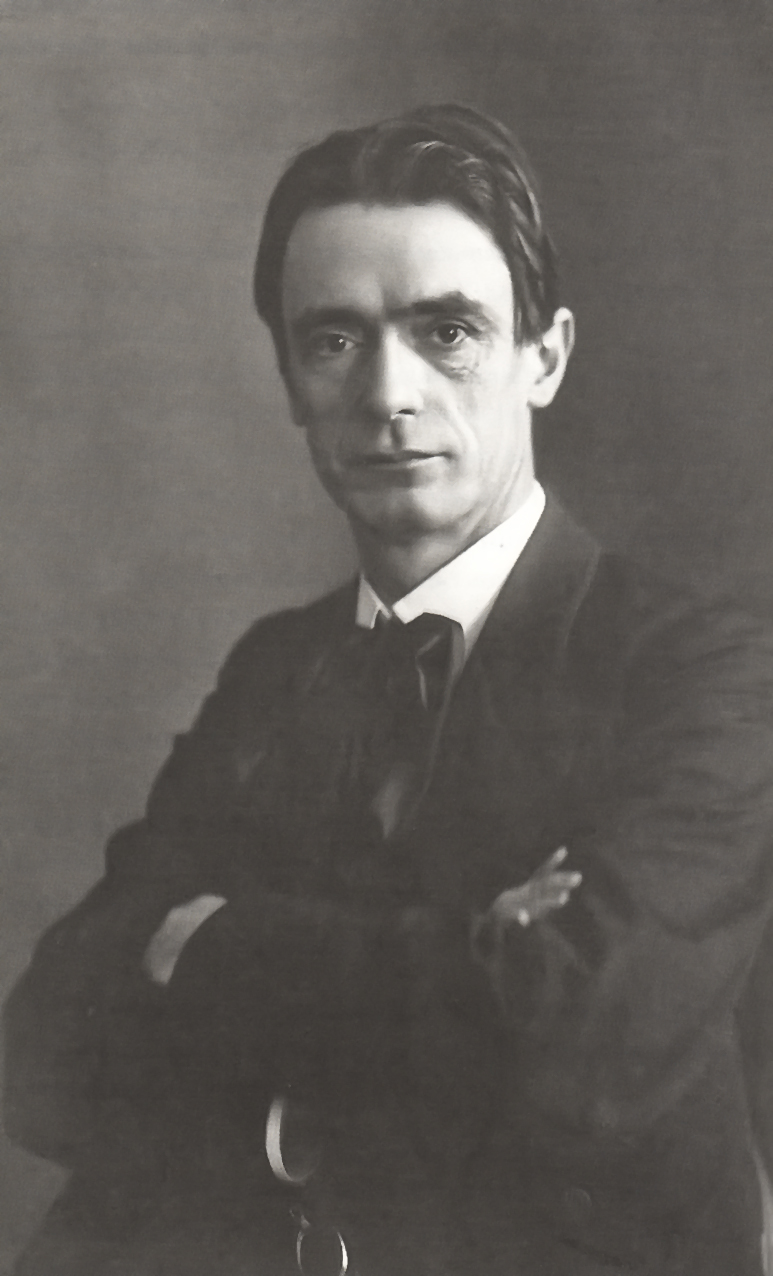
Rudolf Steiner, Foto von Otto Rietmann, um 1905

Rudolf Joseph Lorenz Steiner (* 25. oder 27. Februar 1861 in Nieder-Kraliewitz, Königreich Ungarn, Teil des Kaisertums Österreich, heute Kroatien; † 30. März 1925 in Dornach, Kanton Solothurn, Schweiz) war ein österreichischer Schriftsteller und Theosoph. Er war der Begründer der Anthroposophie.
Steiners Schaffen begann in Wien mit der Edition der naturwissenschaftlichen Schriften Goethes, redaktionellen Arbeiten an Magazinen und Lexika beziehungsweise Arbeiten als Herausgeber. Nach der Mitarbeit an der Weimarer Ausgabe von Goethes Werken und philosophischen Abhandlungen zur Erkenntnistheorie erarbeitete Steiner nach 1900 in Berlin die Grundlagen der Anthroposophie. Er rezipierte nach 1902 die Lehren der Theosophie, wie sie in den Werken Helena Petrovna Blavatskys und anderen Theosophen vorlagen. Zwischen 1904 und 1910 stellte Steiner in grundlegenden Schriften und Vorträgen seine eigene Form der Theosophie dar. Er nannte sie „Geisteswissenschaft“, Geheimwissenschaft und ab 1910 auch Anthroposophie. Bei deren Ausarbeitung waren von großem Einfluss auch das Rosenkreuzertum, die Gnosis, die Philosophie des Deutschen Idealismus sowie Goethes Weltanschauung. Schon zu Beginn seiner Zugehörigkeit zur Theosophischen Gesellschaft, deren deutscher Sektion er seit 1902 vorstand, vertrat er eine eigene Esoterik westlicher Prägung mit Betonung des christlichen Elements. Ab 1907 machte er sich zunehmend unabhängig von der Theosophischen Gesellschaft, deren einseitig östliche Ausrichtung er nicht mitgehen wollte.
Auf der Grundlage seiner anthroposophischen Weltanschauung entwickelte Steiner neue Konzepte für unterschiedliche Praxisfelder. Dazu gehören die anthroposophische Architektur, die Waldorfpädagogik, die anthroposophische Medizin, die anthroposophische Pharmazie, die biologisch-dynamische Landwirtschaft, die Eurythmie und die Christengemeinschaft. Die von ihm behauptete Wissenschaftlichkeit seiner Ideen wird von den Wissenschaften als Parapsychologie und Pseudowissenschaft abgelehnt.  Ebenso wird die angebliche Hellsichtigkeit Steiners, die ihm als Grundlage seiner Erkenntnisse diente, von der Wissenschaft als Instrument der Forschung nicht anerkannt, zumal Steiner es ablehnte, seine Hellsichtigkeit mit wissenschaftlichen Methoden verifizieren zu lassen.

## Leben und Werk

### Kindheit und Jugend (1861–1879)

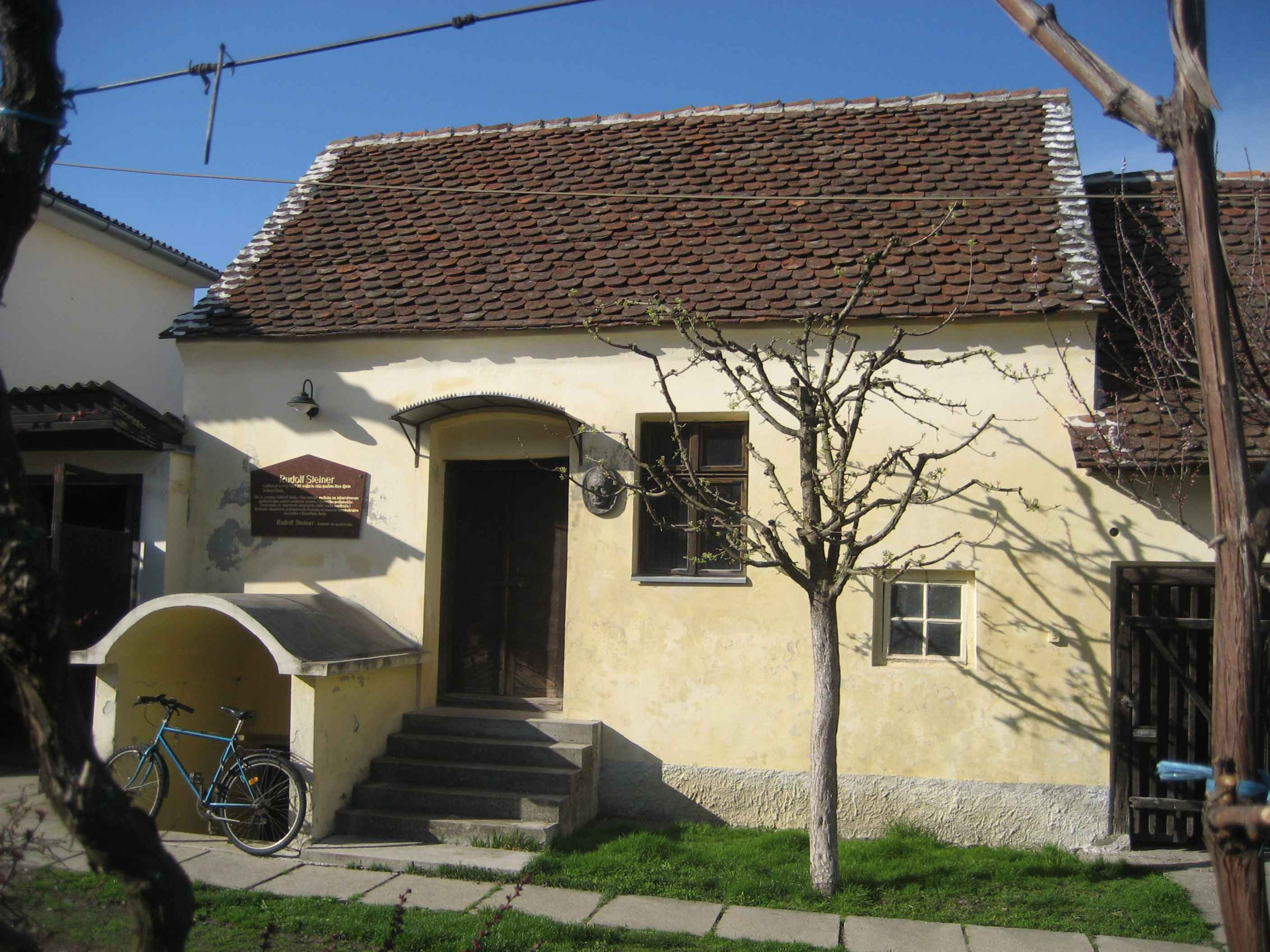
Das Geburtshaus Rudolf Steiners in Donji Kraljevec

Rudolf Steiners Geburtstag ist nach den meisten Nachschlagewerken und Biographien der 27. Februar 1861. Steiner selbst gab in seinen autobiographischen Selbstzeugnissen einmal den 25. Februar und zweimal den 27. Februar 1861 an.
Steiner entstammte einfachen Verhältnissen. Seine Eltern, der Bahnbeamte Johann Steiner (1829–1910) und Franziska Steiner, geborene Blie (1834–1918), kamen aus dem niederösterreichischen Waldviertel und hatten sich in Nieder-Kraliewitz (kroatisch Donji Kraljevec, ungarisch Murakirály) angesiedelt, das damals zum Königreich Ungarn (Komitat Zala, Königreich Kroatien und Slawonien) gehörte.
Steiner hatte zwei jüngere Geschwister: Leopoldine (1863–1927), die als Näherin bis zu deren Tod bei den Eltern wohnte, und Gustav (1866–1941), der gehörlos geboren wurde, zeitlebens auf fremde Hilfe angewiesen war und den Rudolf Steiner bis an sein Lebensende unterstützte. Der Vater war zuvor als Förster und Jäger in Diensten des Horner Reichsgrafen Hoyos (ein Sohn von Graf Johann Ernst Hoyos-Sprinzenstein) tätig; als dieser ihm 1860 seine Zustimmung zur Hochzeit verweigerte, quittierte er den Dienst und fand eine Anstellung als Bahntelegrafist bei der Südbahn-Gesellschaft. Kurz hintereinander arbeitete er als Bahnwärter an drei Orten im Wiener Becken (bzw. südlich des Wiener Beckens) – am zweiten Ort, Donji Kraljevec, wurde Rudolf geboren; am dritten, in Mödling (ab 1862) lebte die Familie nur einige Monate. Anfang 1863 wurde er Stationsvorsteher der Semmeringbahn in Pottschach, wo Rudolf Steiner seine frühen Kindheitsjahre verbrachte. 1869 zog die Familie auf die ungarische Seite der Leitha bei Neudörfl (ungarisch Lajta-Szent-Miklós), 1879 nach Inzersdorf, 1882 nach Brunn am Gebirge.
Steiner wurde katholisch getauft, nahm bis zu seinem zehnten Lebensjahr regelmäßig an Gottesdiensten teil und war als Chorknabe und Ministrant tätig. Später erklärte Steiner in einem Rückblick, dass er den kirchlichen Kultus als Ministrant zwar kennengelernt habe, es aber nirgends Frömmigkeit oder Religiosität gegeben habe und ihm gewisse Schattenseiten des katholischen Klerus vor Augen getreten seien. In der Realschule nahm Rudolf Steiner nur die ersten vier Jahre pflichtgemäß am Religionsunterricht teil, für den Rest der Schulzeit machte er von der möglichen Befreiung Gebrauch. Er wurde auch nicht gefirmt, weil die Familie keinen Wert darauf legte. Er berichtete 1913, schon als Kind erste Erfahrungen mit Hellsichtigkeit gehabt zu haben. So habe er im Alter von sieben Jahren in einer Vision seine Tante gesehen, die fast zeitgleich an einem weiter entfernten Ort Suizid begangen hatte. Helmut Zander vermutet, dass er diese Geschichte als „arrivierter Okkultist“ verbreitete, um sich als jemanden darzustellen, der bereits als junger Mensch außergewöhnliche Erfahrungen gemacht habe. Der Religionswissenschaftler Cees Leijenhorst gibt an, dass Steiner, da er diese inneren Erfahrungen mit niemandem teilen konnte, sich oft in sich selbst zurückgezogen und sich zunehmend für Esoterik interessiert habe. Als er ab dem achten Lebensjahr in Neudörfl zur Grundschule ging, lebte er in Ungarn in einer deutschsprachigen Enklave und lernte im Geschichtsunterricht erst die ungarische und dann die deutsche bzw. habsburgische Geschichte kennen. Um dagegenzuhalten, erzog ihn sein autoritärer Vater in einem nationalistischen Geist.

### Wiener Neustadt: Oberrealschule (1872–1879)
Steiner bestand nach drei Jahren die Aufnahmeprüfung in die Bürgerschule von Wiener Neustadt. Besonders interessierte ihn die Geometrie. Als Jugendlicher von sechzehn Jahren las er nach eigenen Angaben Kants Kritik der reinen Vernunft.

### Wien (1879–1890)

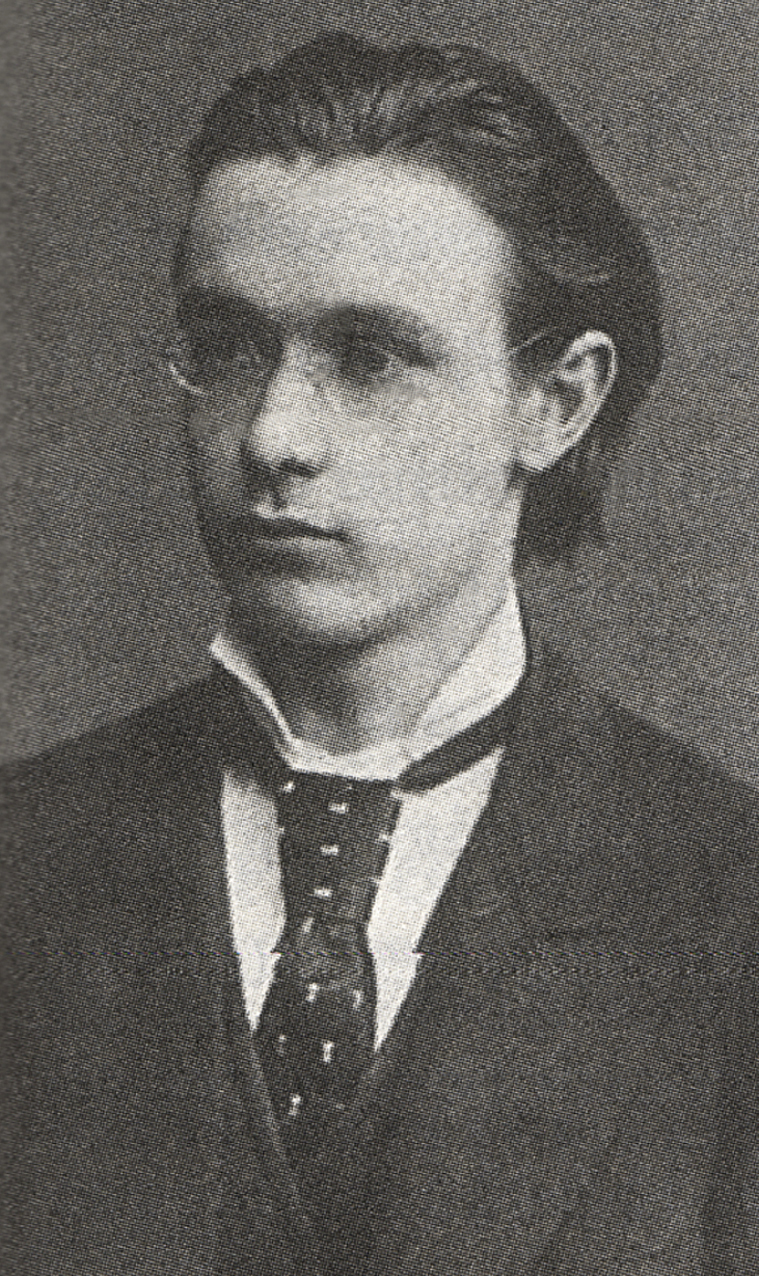
Der 21-jährige Student in Wien, um 1882

Nach dem Besuch der Oberrealschule Wiener Neustadt, an der er am 5. Juli 1879 die Matura mit Auszeichnung bestand, konnte Steiner dank eines Stipendiums ab Oktober 1879 an der Technischen Hochschule in Wien studieren. Sein Hauptfach war Mathematik, Nebenfächer waren Chemie, Physik, Geologie, Mineralogie, Biologie, Botanik, Zoologie, Mechanik und Maschinentechnik. Steiners Studienziel war das Lehramt an Realschulen. Daneben besuchte er Lehrveranstaltungen über deutsche Literatur und ging auch wegen philosophischer, literarischer, historischer und medizinischer Fragen an die Wiener Universität, wo er, ohne gymnasiale Matura in Latein, nur einen Gaststatus hatte. Während des Studiums lernte er den protestantischen Germanisten Karl Julius Schröer kennen, der für ihn ein intellektueller Ziehvater wurde: Er übte mit seinem Deutschnationalismus, vor allem aber mit seiner Goethebegeisterung einen nachhaltigen Einfluss auf Steiner aus.
Nach acht Semestern beendete Steiner am 18. Oktober 1883 unter anderem aus finanziellen Gründen dieses Studium ohne Abschlussexamen. In Wien lebte er von Juli 1884 bis September 1890 im großbürgerlichen Haus der jüdischen Familie Specht als Erzieher und Hauslehrer (Hofmeister) der vier Söhne. Otto, das jüngste der vier Kinder, wies wegen Hydrocephalie eine verzögerte Entwicklung auf. Steiner gelang es in zweijähriger intensiver Betreuung den Jungen so zu fördern, dass dieser dem Unterricht seiner Altersklasse folgen konnte. Später wurde Otto Specht (1873–1915) Arzt. Dieser Erfolg gilt als Modell und Inspiration für die Waldorfpädagogik, die Steiner um 1920 entwickelte.
1886 erschien die erkenntnistheoretische Schrift Grundlinien einer Erkenntnistheorie der Goetheschen Weltanschauung mit besonderer Rücksicht auf Schiller.
Steiner gab auch die Werke des Philosophen Arthur Schopenhauer heraus, ebenso wie Werke der Dichter Jean Paul, Ludwig Uhland und Christoph Martin Wieland. Für mehrere Lexika verfasste er zahlreiche Beiträge zu naturwissenschaftlichen Themen.

### Weimar (1890–1896)
Steiner wurde von der Großherzogin Sophie von Sachsen-Weimar-Eisenach (1824–1897), der Erbin des Goethe-Nachlasses, zur Mitarbeit an der großen, von ihr ins Leben gerufenen Weimarer Goethe-Ausgabe (Sophienausgabe) berufen. Er war ihr von Karl Julius Schröer empfohlen worden. Im Rahmen seiner ersten Deutschlandreise war Steiner vom 24. Juli bis zum 17. August 1889 ein erstes Mal in Weimar, um seine zukünftige Mitarbeit an der Weimarer Goethe-Ausgabe vorzubereiten. Nächstes Ziel der Reise war Berlin, wo er den Philosophen Eduard von Hartmann besuchte. Er behielt seinen ständigen Wohnsitz in Weimar bis zum 23. Juni 1897.

#### Goetheforscher

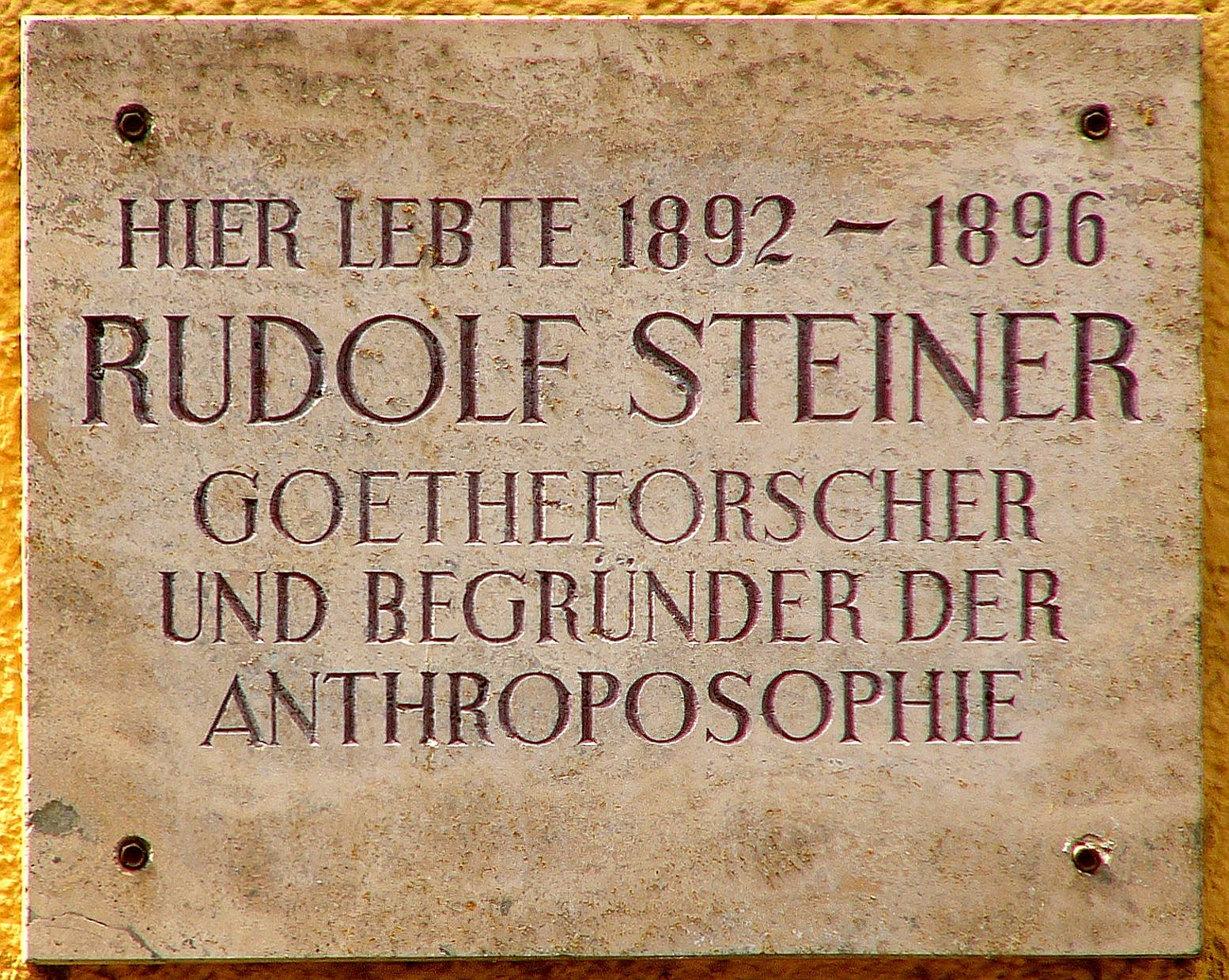
Gedenktafel in Weimar, Prellerstraße 2, die Wohnung seiner späteren Frau Anna Eunike

Von 1882 bis 1897 war Steiner Herausgeber der naturwissenschaftlichen Schriften Johann Wolfgang von Goethes. Er besorgte in dieser Zeit zwei Ausgaben, erst im Rahmen der Deutschen Nationallitteratur Joseph Kürschners (1. Band 1884, 2. Band 1887, 3. Band 1890, 4. Band 1897), dann (ab 30. September 1890) als Mitarbeiter des gerade gegründeten Goethe- und Schiller-Archivs in Weimar. Steiner arbeitete hier unter der Leitung von Bernhard Suphan im Rahmen der sogenannten Weimarer Ausgabe oder Sophien-Ausgabe. In Kürschners Nationallitteratur, für die Steiner dank der Empfehlung Schröers als Mitarbeiter verpflichtet wurde, bestand seine Aufgabe darin, erläuternde Kommentare und Einleitungen beizusteuern, während es sich bei der Weimarer- oder Sophien-Ausgabe meist um philologische Kleinarbeit handelte.
Steiner bekam vertraglich die Bearbeitung der Morphologie, Mineralogie, Geologie, Meteorologie und die Bände „zur Naturwissenschaft im Allgemeinen“ übertragen. Er versuchte durch die Reihenfolge der edierten Texte die Entwicklung des Goetheschen Denkens zu verdeutlichen. Die ersten von Steiner herausgegebenen Goethe-Bände wurden mit Wohlwollen aufgenommen und in manchen Rezensionen gelobt. Sie trugen dazu bei, das naturwissenschaftliche Werk Goethes, der bislang vor allem als Dichter wahrgenommen worden war, bekannt zu machen. Auf teils vernichtende Kritik stieß Steiners philologische Arbeit, für die ihm die angemessene Ausbildung fehlte, so dass ihm zahlreiche handwerkliche Fehler und Nachlässigkeiten angelastet wurden.
Mit der Berufung an das Goethe- und Schiller-Archiv in Weimar fand Steiner ab 1890 ein bescheidenes Auskommen. Steiner verdiente monatlich 180 Mark. Dies war etwas mehr als der Lohn eines Facharbeiters. Dazu kamen 10 Mark für jeden Druckbogen eines bearbeiteten Bandes.

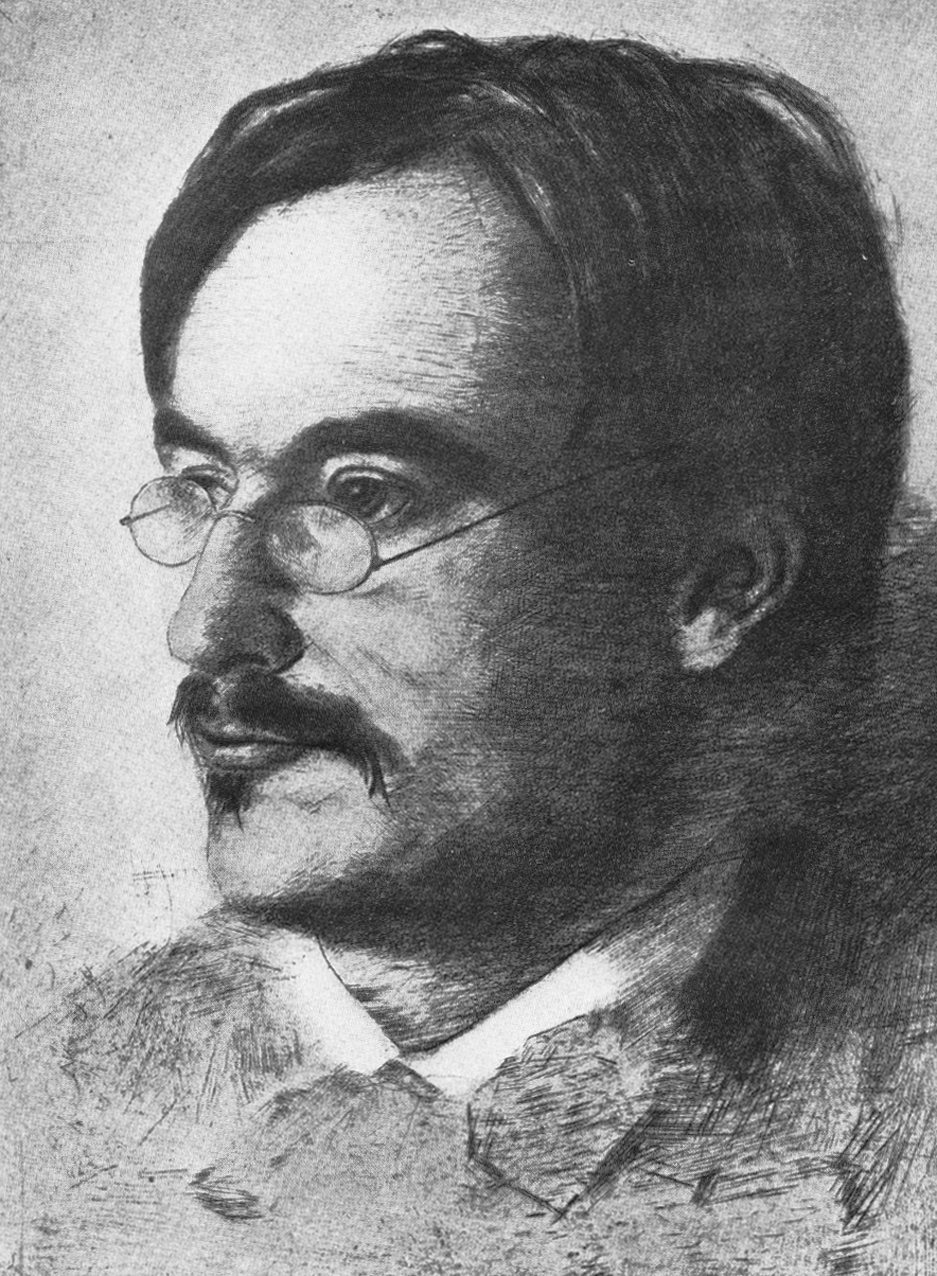
Rudolf Steiner, Radierung von Otto Fröhlich, um 1891/'92

#### Frühe philosophische Werke
Da Steiner ohne ein Abschlussexamen in Österreich keinen akademischen Grad erwerben konnte, reichte er 1891 von Weimar aus eine nur gerade 48-seitige Schrift als Dissertation bei Heinrich von Stein an der Philosophischen Fakultät der Universität Rostock ein. Er hatte sie schon in Wien ohne Betreuung durch einen Professor verfasst. Der Titel lautet Die Grundfrage der Erkenntnistheorie mit besonderer Rücksicht auf Fichte's Wissenschaftslehre: Prolegomena zur Verständigung des philosophierenden Bewußtseins mit sich selbst. Am 26. Oktober 1891 wurde Steiner mit der Note „rite“ (ausreichend) zum Dr. phil. promoviert.
Am 14. November 1893 erschien in Berlin im Verlag Emil Felber in einer Auflage von tausend Exemplaren Steiners philosophisches Hauptwerk Die Philosophie der Freiheit. Grundzüge einer modernen Weltanschauung. Seelische Beobachtungsresultate nach naturwissenschaftlicher Methode. Steiners Erkenntnistheorie, die er in der Auseinandersetzung mit Goethes naturwissenschaftlichen Schriften entwickelt hatte, nahm in Anlehnung an den Deutschen Idealismus und namentlich an Johann Gottlieb Fichte ihren Ausgangspunkt im erkennenden Subjekt. Entscheidend war dabei für Steiner die Erfahrung des eigenen Denkens.
Jede Art des Seins, die weder durch Wahrnehmung noch durch Denken erfahrbar sei, wies Steiner als „unberechtigte Hypothesen“ zurück. Mit dieser positivistischen Abweisung jeglicher transzendenten „Realität“, deren Existenz und zugleich prinzipielle Nicht-Erkennbarkeit andere Philosophen voraussetzten (Agnostizismus), stellte sich Steiner auch in Gegensatz zu der von Kant geprägten Universitäts-Philosophie seiner Zeit. Für den jungen Goethe-Forscher gab es nur eine Welt und somit keine prinzipiellen Grenzen des Erkennens. In diesem Sinn bezeichnete Steiner seine Weltanschauung auch als „Monismus“. Dieser war bei Steiner jedoch nicht mit dem materialistischen Monismus identisch, den Ernst Haeckel fünf Jahre später (1899) in seinem Buch Die Welträtsel popularisierte. Steiners Verhältnis zu Haeckel war durchaus zwiespältig. Als Haeckels Die Welträtsel erschien, begleitet von heftigen Angriffen auf den Autor, vor allem von Seiten der Kirchen, stellte sich Steiner in einer Aufsatzserie Haeckel und seine Gegner, 1899, ganz auf Haeckels Seite. Auch später, in seiner theosophischen Phase, bezeichnete er Haeckels kämpferisches Eintreten für die Evolutionstheorie als „die bedeutendste Tat des deutschen Geisteslebens in der zweiten Hälfte des 19. Jahrhunderts“. Die Berufung Steiners auf Haeckel gilt als wichtiges Deutungsproblem für das Verständnis seiner intellektuellen Entwicklung.
Seine monistische Erkenntnistheorie betrachtete Steiner aber nur als „Vorspiel“, als „philosophischen Unterbau“ einer radikal individualistischen Freiheitsphilosophie, mit welcher er eng an Friedrich Nietzsche und Max Stirner anschloss. Unter dem Einfluss dieser Denker wurde er in den 1890er Jahren vermeintlich Atheist.

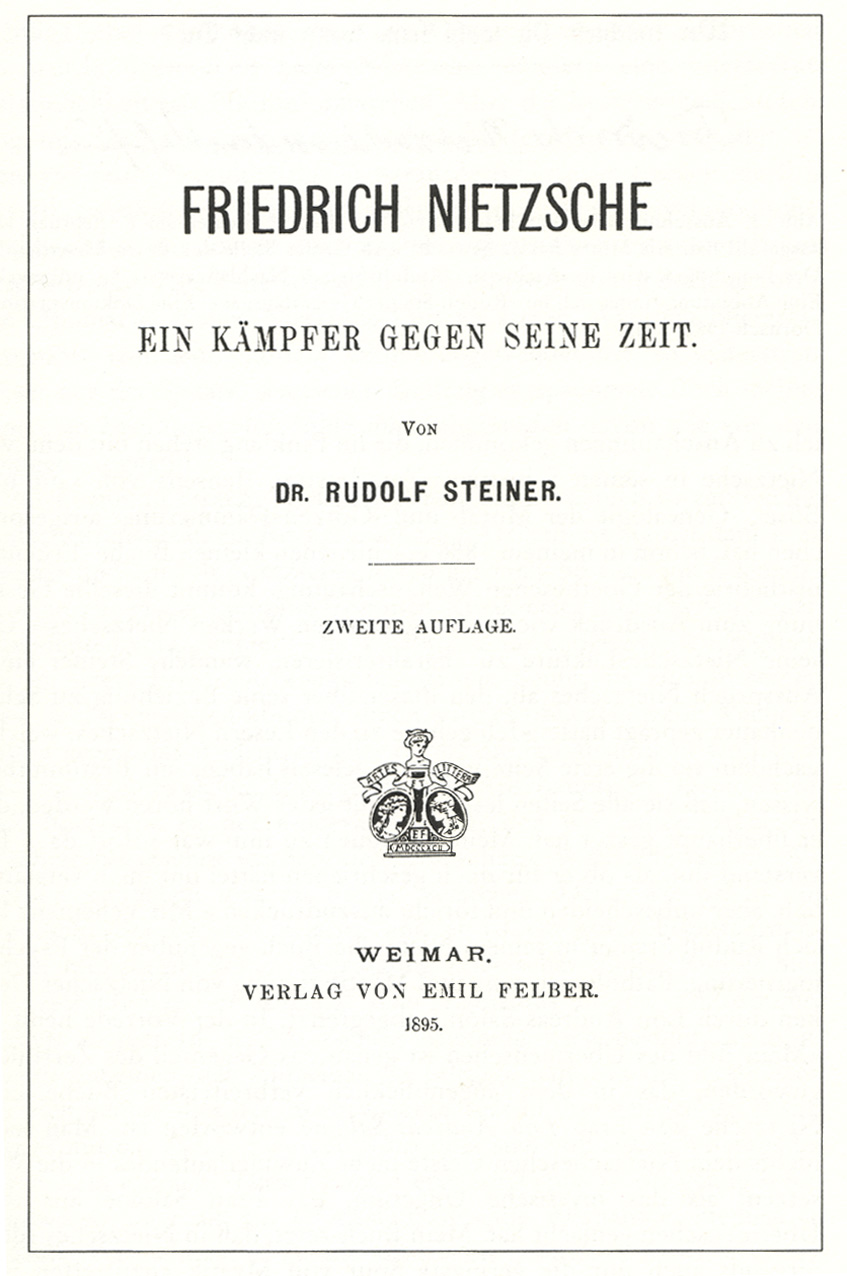
Titelbild der zweiten Auflage 1895 von Friedrich Nietzsche – Ein Kämpfer gegen seine Zeit, die aufgrund des großen Erfolges noch im Ersterscheinungsjahr herauskam

Steiners 1894 erschienenes Werk Die Philosophie der Freiheit, von dem nur wenige Exemplare verkauft wurden, entstand, wie Helmut Zander formuliert, nicht in der Studierstube, sondern „zwischen Tür und Angel“. Seinem Vorhaben, Immanuel Kants Grenzen der Erkenntnis zu überwinden, wurde er aber laut Zander nicht gerecht, da er diesen ebenso wie Goethe nicht angemessen interpretierte. Steiner hoffte, die Arbeit als Habilitationsschrift einzureichen. In der akademisch-philosophischen Fachwelt fand das Werk bis heute indes nur geringe Beachtung. Eduard von Hartmann schickte Steiner sein Leseexemplar zwar ausführlich kommentiert zurück, verzichtete aber auf eine Rezension. Später kritisierte er das Werk beiläufig in einer Fußnote. Eine ausführliche kritische Rezension überließ er seinem Schüler Arthur Drews. Eine weitere, weitgehend zustimmende Rezension verfasste Bruno Wille. Steiners philosophisches Werk war nach einer kurzen Rezeptionsphase, die hauptsächlich die Philosophie der Freiheit betraf, außer in anthroposophischen Kreisen praktisch vergessen.
Kurze Zeit arbeitete Steiner unter Elisabeth Förster-Nietzsche am Nachlass Nietzsches und war als Herausgeber der Werke im Gespräch. Im Rahmen dieser Tätigkeit erstellte er die erste Nietzsche-Bibliographie und das erste Verzeichnis von Nietzsches Bibliothek, das zur Grundlage aller später publizierten Kataloge wurde. Steiner konnte auch die noch unveröffentlichte Autobiographie Nietzsches, Ecce Homo, einsehen und begegnete ihm am 22. Januar 1896 persönlich. Nach einem Eklat um die Frage der Herausgeberschaft brach Steiner mit Förster-Nietzsche und machte 1900 als Erster auf die zweifelhaften Machenschaften des Nietzsche-Archivs im Rahmen von dessen Nietzsche-Ausgabe aufmerksam.

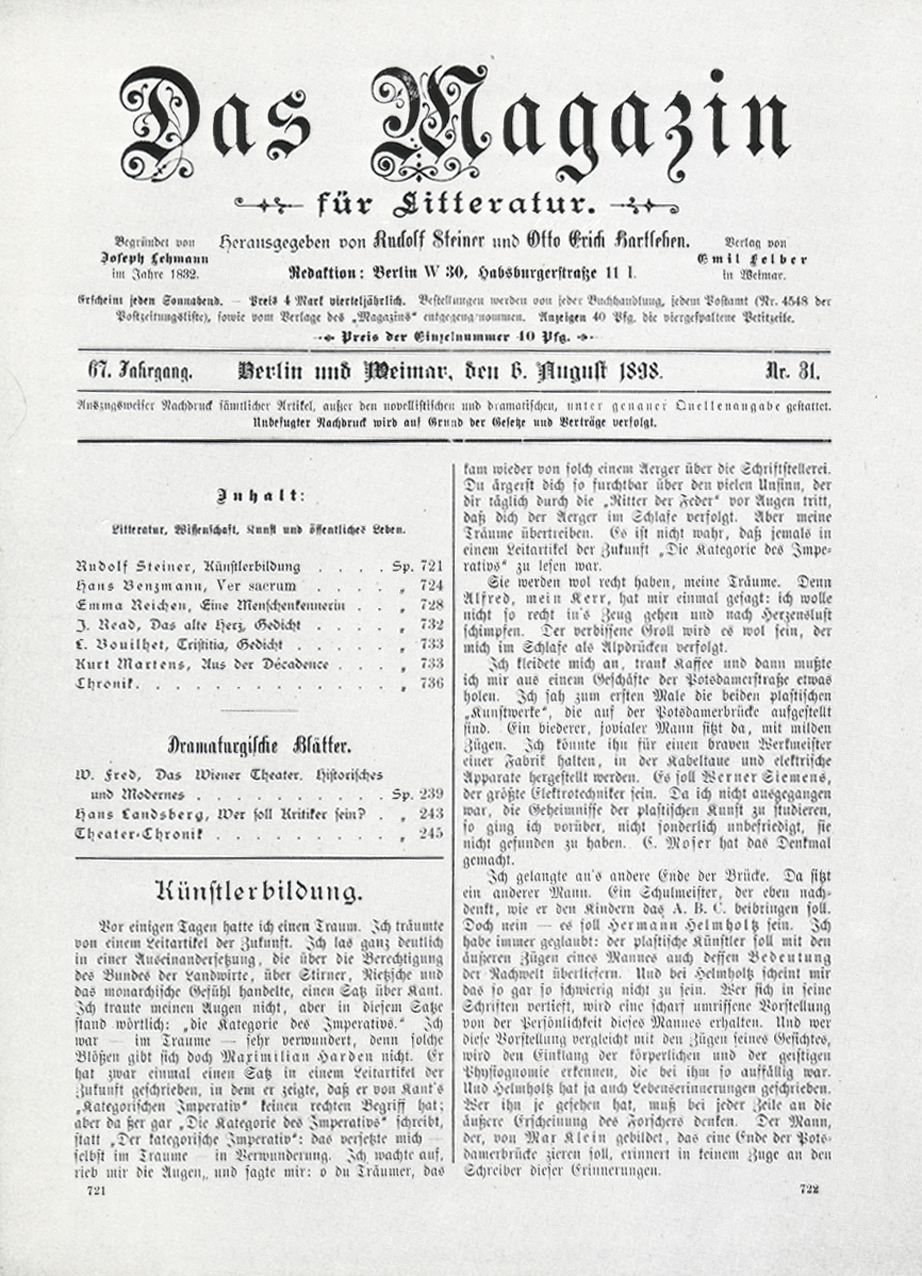
Titelbild des Magazin für Litteratur aus dem Jahre 1898

### Berlin (1897–1912)

#### Erste Ehe (1899–1904)
Nach seinem Umzug nach Berlin ließ Steiner Anna Eunike (geb. am 8. Mai 1853 in Beelitz bei Potsdam) und ihre Tochter nachkommen. Am 31. Oktober 1899 fand die Trauung Rudolf Steiners mit Anna Eunike auf dem Standesamt Berlin-Friedenau statt. Anfang 1903 zog Rudolf Steiner mit Anna und ihrer Tochter Wilhemine zu Marie von Sivers in das Gartenhäuschen von Maries Onkel in der Seestraße 40. Im Oktober 1903 erfolgte ein weiterer Umzug des Ehepaars in eine Mietwohnung im Hinterhaus der Motzstraße 17. Steiners spätere zweite Ehefrau Marie von Sivers zog mit ein, was Anna Steiner-Eunike als Zumutung empfand. Nach vier Monaten verließ sie die Wohnung, und im Juni 1904 erfolgte die Trennung von Rudolf Steiner. Anna Steiner-Eunike starb am 19. März 1911 in Berlin-Lankwitz.

#### Publizistische Tätigkeit
Einen Teil seines Lebensunterhalts bestritt Steiner weiterhin mit Herausgebertätigkeiten, etwa indem er von 1897 bis 1900 zusammen mit Otto Erich Hartleben das von Joseph Lehmann begründete Magazin für Litteratur in Berlin herausgab. In dieser Zeit erschienen zahlreiche Aufsätze Steiners zu künstlerischen, philosophischen und politischen Themen. Seine seit etwa 1894 bestehende Bekanntschaft mit dem deutschen Dichter und Anarchisten John Henry Mackay wurde zu einer engen Freundschaft. Steiners Bekenntnis zum individualistischen Anarchismus und eine Kampagne für Alfred Dreyfus führten zu Leserprotesten und erwiesen sich als der Auflagenhöhe des Magazins abträglich. Hartleben legte im März 1900 seine Mitherausgabe wegen „inferioren Klatsches“ – gemeint war die Auseinandersetzung mit dem Nietzsche-Archiv, die Steiner in der Publikation führte – nieder. Im September 1900 trat auch Steiner von seiner Redaktionsaufgabe zurück.
Steiner befand sich zu dieser Zeit in ernsthaften finanziellen Nöten. Aus seinem Umfeld wurde bereits für seine Wiener Zeit berichtet, er habe in einer „elenden Wohnung [gelebt und sei] oft geradezu am Verhungern“ gewesen. So schlecht sei es ihm weiterhin bis in die Weimarer, ja auch Berliner Zeit gegangen. Steiner wandte sich in den ersten Berliner Jahren proletarisch geprägten Außenseiterkreisen zu. Seine Kontakte reflektierten das Motto, welches er 1899 für sein Magazin gewählt hatte: „Vielseitigkeit und Vorurteilslosigkeit“. So gab er von Januar 1899 bis zum Frühjahr 1905 Kurse an der sozialistisch geprägten Berliner Arbeiter-Bildungsschule. Nach Wolfgang G. Vögele gehörten zu Steiners damaligem Bekanntenkreis Monisten des Giordano-Bruno-Bundes (Wilhelm Bölsche, Bruno Wille), Vorkämpferinnen für freie Liebe (Ellen Key, Margarete Beutler), bekennende Homosexuelle (Magnus Hirschfeld) und Anarchisten (neben Mackay etwa Benjamin Tucker und Siegfried Nacht).

#### Von der Theosophie zur Anthroposophie

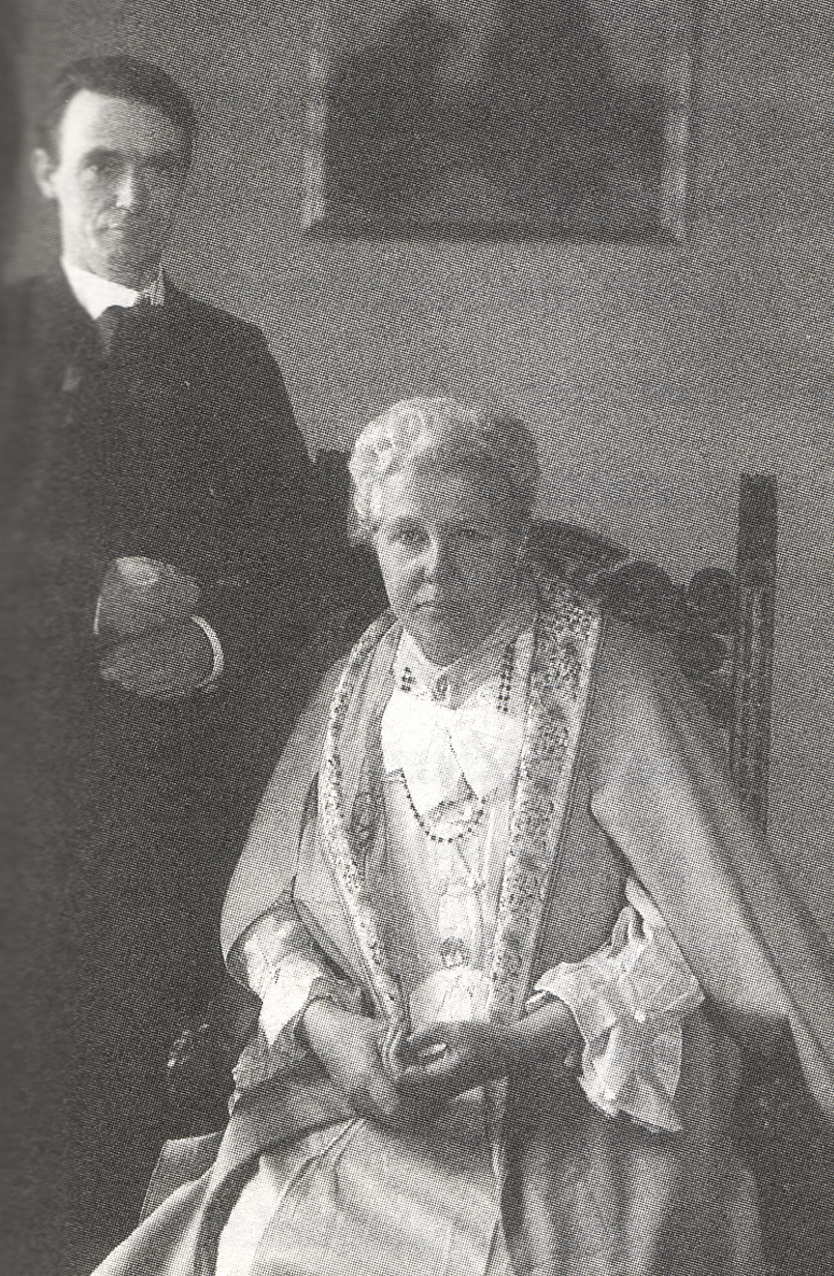
Rudolf Steiner mit Annie Besant, Präsidentin der Theosophischen Gesellschaft (1907)

Als bekannter Nietzsche-Kenner war Steiner nach Nietzsches Tod (25. August 1900 in Weimar) zu einem Gedenkvortrag am 22. September 1900 in der Theosophischen Bibliothek des Grafen Cay von Brockdorff (1844–1921) und der Gräfin von Brockdorff in Berlin eingeladen worden. In einem anderen Vortrag sprach er über „Goethes geheime Offenbarung“. Diese Vorträge wurden gut aufgenommen und Steiner konnte zwei Wochen später, am 16. Oktober 1900, mit einer Vortragsreihe über Die Mystik anschließen. Der im wöchentlichen Abstand vor etwa zwanzig Zuhörern abgehaltene Kurs dauerte bis 26. April 1901. Er umfasste sechsundzwanzig Vorträge und trug den Titel: Die Mystik im Aufgange des neuzeitlichen Geisteslebens und ihr Verhältnis zur modernen Weltanschauung. Auf Bitte des Grafen Brockdorff fasste Rudolf Steiner den Inhalt der Vortragsreihe in einem Buch zusammen, das unter dem gleichen Titel im Herbst 1901 in Berlin erschien. Es schlossen sich im nächsten Jahr Vorträge über Das Christentum als mystische Tatsache und die Mysterien des Altertums an. Bald waren die Theosophen, denen Steiner bis dahin ablehnend gegenübergestanden hatte, sein wichtigstes Publikum, bei dem er durch seine Reden sogar seinen Lebensunterhalt bestreiten konnte.
Steiner wurde im Januar 1902 Mitglied der Theosophischen Gesellschaft.  Als die Deutsche Sektion der Theosophischen Gesellschaft am 19. Oktober 1902 gegründet wurde und sich die deutschen Theosophen nicht auf einen Vorsitzenden einigen konnten, war Steiner der Kompromisskandidat. Steiner wurde zum Generalsekretär gewählt, weil man sich auf kein „älteres Mitglied als Kandidaten für dieses Amt einigen konnte“ und leitete die Deutsche Sektion somit ab ihrer Gründung.
Im Rahmen der Deutschen Sektion der Theosophischen Gesellschaft und auch öffentlich trat Steiner mit einem Vortragsprogramm in Erscheinung, in dem er seine eigene Form der Theosophie darstellte, die er „Geisteswissenschaft“, ab 1910 Anthroposophie nannte. Er war den Großteil seiner Zeit als Vortragsredner in fast vierzig deutschsprachigen Städten und vielen europäischen Metropolen unterwegs. Durch seine ausgedehnte Vortragstätigkeit wuchs die Mitgliederzahl der deutschen Sektion der Theosophischen Gesellschaft binnen zehn Jahren von hundertdreißig auf drei- bis viertausend Mitglieder an.
In den gut zwei Jahrzehnten bis zu seinem Tod hielt Steiner rund 6200 Vorträge, hauptsächlich in den immer zahlreicher werdenden Ortsgruppen („Zweigen“) der Anthroposophischen Gesellschaft in Deutschland und später auch in anderen europäischen Ländern. Diese war 1912/13 gegründet worden, nachdem sich die Deutsche Sektion der Theosophischen Gesellschaft von der Muttergesellschaft getrennt hatte. Neben den nur für Mitglieder zugänglichen Vorträgen wurden regelmäßig auch öffentliche Vorträge organisiert. Eine schriftliche Publikation der Vorträge war ursprünglich nicht vorgesehen; da aber bald unautorisierte Mitschriften kursierten, beauftragte man Stenografen mit der Aufzeichnung der Vorträge. So entstanden etwa 3700 stenografische Mitschriften, die teils schon zu Steiners Lebzeiten, überwiegend aber erst nach seinem Tod in Buchform veröffentlicht wurden und heute auch im Internet verfügbar sind. Sie machen den größten Teil von Steiners heute publiziertem Werk aus und wurden – von wenigen Ausnahmen abgesehen – von Steiner selbst nicht durchgesehen. Er hatte schon vor seiner Mitgliedschaft in der Theosophischen Gesellschaft in seinen Berliner Vorträgen dargelegt, worin er seiner Meinung nach von Blavatskys theosophischer Lehre abwich. Er sprach dem menschlichen „Wesenskern“, dem Ich, eine zentrale Bedeutung auf dem spirituellen Entwicklungsweg zu. Zum andern betonte Steiner die Einmaligkeit und Einzigartigkeit der Person Jesu Christi, der von den älteren Theosophen nur als ein hochentwickelter Mensch (ein sogenannter „Meister“) neben anderen angesehen wurde. Diese Ansichten publizierte Steiner – als schriftliche Fassungen seiner Vorträge in der Theosophischen Bibliothek – in den Büchern Die Mystik im Aufgange des neuzeitlichen Geisteslebens und ihr Verhältnis zur modernen Weltanschauung (1901, GA 7) und Das Christentum als mystische Tatsache und die Mysterien des Altertums (1902, GA 8). Diese Eigenständigkeit stand im Einklang mit dem ursprünglichen Grundprinzip der 1875 gegründeten Gesellschaft: „Keine Religion höher als die Wahrheit!“
Steiner erhob gegenüber der in der Theosophischen Gesellschaft tonangebenden östlichen Ausrichtung den Anspruch, „Theosophie“ eigenständig aus dem abendländischen Geistesleben heraus zu entwickeln. Schon 1903 bekannte er sich aber auch zur Lehre von Reinkarnation und Karma, die er seinerseits als „vom Standpunkte der modernen Naturwissenschaft notwendige Vorstellungen“ bezeichnete und entsprechend abzuleiten suchte.
Nach Julia Iwersen übernahm Steiner sein Geschichtsbild aus Blavatskys Schilderungen über die Stanzen des Dzyan, einer nirgends nachweisbaren Quelle. Entsprechend seiner inneren Neuorientierung und seiner neuen Zuhörerschaft hatte sich auch Steiners Terminologie gegenüber seinen früheren Schriften stark verändert, etwa wenn er nun von höheren Welten und Mysterien sprach. Das Eintreten für die theosophische Bewegung führte zum Bruch mit zahlreichen früheren Freunden.
Bisweilen war Steiner das ganze Jahr über als Vortragsreisender in Europa unterwegs. Auf seinen Tourneen wurde er von Anhängern und Freunden begleitet, darunter manchmal Marie von Sivers' Schwester Olga, deren Mutter und Christian Morgenstern. Gemäß dem Steiner-Biografen Christoph Lindenberg konnte Steiner seinen Lebensunterhalt weitgehend durch seine Vortragstätigkeiten bestreiten. Über die genaue Höhe seines Verdienstes gehen die Angaben bis heute weit auseinander.

#### „Übersinnliche Welterkenntnis“
1904 erschien das Buch
- Theosophie. Einführung in übersinnliche Welterkenntnis und Menschenbestimmung[62],

in dem er die jetzt von ihm vertretene Lehre erstmals ausführlich darlegte. Anknüpfend an Johann Gottlieb Fichte sprach er darin von einem „geistigen Auge“, das es ermögliche, neben der gewohnten physischen Welt noch eine seelische und eine geistige Welt wahrzunehmen und zu erforschen. Außerdem beschreibt Steiner die Idee von der Wiederverkörperung des Geistes (Reinkarnation, „wiederholte Erdenleben“) und des Schicksals (Karma). Während traditionelle Esoteriker die okkulten Erkenntnisse als über ein Lehrer-Schüler-Verhältnis vermittelte „Einweihung“ ansahen, wollte Steiner zu einer selbstbestimmten Erkenntnisleistung anleiten. Diese Anleitungen vertiefte er in der für die Zeitschrift „Luzifer-Gnosis“ verfassten Aufsatzserie
- Wie erlangt man Erkenntnisse der höheren Welten? (1904/05).[63]

Das Buch stellt eine detaillierte Einführung in den anthroposophischen Schulungsweg dar. Es war Steiners Absicht, genaue Anleitungen zu geben, wie die menschliche Seele zum Schauen der von ihm angenommenen geistigen Welt kommen könne. Er betont dabei, dass ein unbefangener Umgang mit der Geisteswissenschaft eine volle Übereinstimmung ihrer Erkenntnisse mit den „positiven wissenschaftlichen Errungenschaften“ ergebe (aus der Vorrede zur dritten Auflage).

Aus der Akasha-Chronik, Buchausgabe von 1939

In der parallel begonnenen Aufsatzserie
- Aus der Akasha-Chronik (1904–1908)[64]

griff Steiner vermehrt Themen aus der Lehre Blavatskys und anderer ihr nahestehender Okkultisten auf, darunter die Lehre von dem versunkenen Kontinent Atlantis und den „Wurzelrassen“. Steiner sagte, dass er als Okkultist verpflichtet sei, über die Quellen der von ihm gemachten Mitteilungen zu schweigen.
Eine ausführliche Gesamtdarstellung seiner anthroposophisch orientierten esoterischen Lehre gab Rudolf Steiner unter dem Titel
- Die Geheimwissenschaft im Umriss (1910)[65]

heraus. Der Titel lehnt sich an Blavatskys Hauptwerk Die Geheimlehre (The Secret Doctrine, 1888) an. In dieser Publikation tritt (wie schon in Theosophie) die von Blavatsky entlehnte Terminologie wieder weitgehend zurück und es werden auch abendländische Themen wie die christliche Hierarchienlehre aufgegriffen. Das Buch erlebte fünfzehn Auflagen. Im Januar 1925, wenige Wochen vor seinem Tod am 30. März 1925, schrieb Steiner noch das Vorwort zur 16. Auflage, in dem er betonte, dass die im Buch gemachten Mitteilungen auf eigenen „Schauungen in der geistigen Welt“ beruhen. Er ging ausführlich auf die zu erwartenden Vorwürfe („Ergüsse einer wild gewordenen Phantastik“) ein, besonders auf den, er habe einiges gelesen, es ins Unterbewusste aufgenommen und dann in dem Glauben, es habe seinen Ursprung im eigenen Schauen, dargestellt. Er sei sich vollkommen bewusst, dass seine geistigen Erkenntnisse Ergebnisse seines eigenen Schauens seien. Steiner hatte ursprünglich die Absicht, den wesentlichen Inhalt des Buches als letzte Kapitel der „Theosophie“ zu bringen, nahm aber Abstand davon, weil, wie er im Vorwort zur 16. Auflage schrieb, die kosmischen Zusammenhänge noch nicht als Gesamtbild vor ihm gestanden hätten.
Die Akasha-Chronik, nach theosophischer Lehre die Aufzeichnung des gesamten planetaren Schicksals der Erde, die sich in der spirituellen Welt befinden soll, beschrieb Steiner als eine seiner „geistigen“ Wahrnehmung zugängliche „Schrift“. Damit verband er den Anspruch, er könne vergangene Ereignisse übersinnlich wahrnehmen; 1913 beschrieb er diese Fähigkeit als einen „nach rückwärts gerichteten hellseherischen Blick“. Auch an anderer Stelle nahm Steiner wiederholt für sich in Anspruch, seine „Geistesforschung“ basiere auf einer angeborenen Fähigkeit zur Hellsichtigkeit. Diese Empirie des Übersinnlichen, in der der menschliche Geist nicht nur in Begriffen und Ideen gedacht, sondern unmittelbar erfahren werden könne, müsse aber den Kriterien der Wissenschaft unterworfen werden, um „Geisteswissenschaft“ in dem von ihm intendierten Sinne zu werden. Als Grundlage seiner „geisteswissenschaftlichen“ Darstellungen unterschied Steiner mehrere Erkenntnisstufen. Neben der gewöhnlichen Erkenntnis gebe es demnach die „imaginative“, die „inspirative“ und die „intuitive“ Erkenntnis. Durch strenge Schulung lassen sich dieser Lehre zufolge immer höhere Erkenntnisstufen erreichen, die einen erkenntnismäßigen Zugang zur übersinnlichen Welt ermöglichen. Diese „Geisteswissenschaft“ soll laut Steiner Menschen dazu befähigen, die physische Welt in ihrem Zusammenhang mit der „geistigen“ Welt zu verstehen und aus diesem Verständnis heraus die Welt zu gestalten. Von diesem Standpunkt aus verknüpfte Steiner seine frühen Ansätze eklektisch zu einer „Philosophie der Denk-Erfahrung“.
Die Dreiteilung in imaginative, inspirative und intuitive Erkenntnis wurde die Grundlage für die Klassen von Steiners „Esoterischer Schule“, in der er privat Schüler in „geisteswissenschaftlicher“ Erkenntnis ausbildete. 1904 richtete er die erste Klasse ein, in der theosophische Literatur gelesen wurde, 1907 die zweite, die eher rituell ausgerichtet war. Für sie adaptierte Steiner den Memphis-Misraïm-Ritus, ein irreguläres freimaurerisches Hochgradsystem, in dem er auch selbst Mitglied wurde. In diesem Zusammenhang kam Steiner u. a. in Kontakt mit dem deutschen Okkultisten Theodor Reuss. Ob er auch Mitglied in dessen sexualmagischen Ordo Templi Orientis wurde, ist umstritten. Beide Klassen arbeiteten bis 1914, die dritte, die die Schüler in ihrem täglichen Berufsleben schulen sollte, kam anscheinend nicht zustande.

#### Verbandskonflikte und Sezession
Über die Jahre kam es zu einer zunehmenden Entfremdung zwischen der Weltorganisation der Theosophischen Gesellschaft (TG) und den deutschen Sektionen und Logen. Steiner spielte in dieser Auseinandersetzung eine wesentliche Rolle. 1907 empörte er sich über Annie Besants Behauptung, die Mahatmas wären am Totenbett von Blavatskys Nachfolger Henry Steel Olcott erschienen und hätten sie als Nachfolgerin bestimmt. Daraufhin trennte er seine eigene Esoterische Schule von der der TG. Die nächste Krise entstand, als einige Vertreter der TG – allen voran Charles Webster Leadbeater – den sechzehnjährigen Jiddu Krishnamurti im Jahre 1911 als kommenden Maitreya (Weltlehrer) propagierten und dieser in manchen Kreisen als „Reinkarnation Christi“ aufgefasst wurde. Steiner lehnte den zunehmenden Kult um Krishnamurti und den in diesem Zusammenhang gegründeten Order of the Star in the East ab. Der Vorstand der deutschen Sektion bat die Mitglieder des „Ordens“, entweder aus dem Orden oder aus der deutschen Sektion auszutreten und forderte in einem Telegramm den Rücktritt Annie Besants als internationale Präsidentin der Theosophischen Gesellschaft Adyar. Diese löste am 7. März 1913 die von Steiner geleitete deutsche Sektion formell auf. An ihre Stelle trat eine erneuerte deutsche Sektion unter Leitung von Wilhelm Hübbe-Schleiden. Der bereits am 28. Dezember 1912 in Köln gegründeten Anthroposophischen Gesellschaft (AG) traten die meisten der 2500 ehemaligen Mitglieder bei, und innerhalb Jahresfrist kamen über 1000 weitere Mitglieder dazu. In der neuen Organisation hatte Steiner nicht mehr selbst die Leitung inne – den Vorstand bildeten Marie von Sivers, Michael Bauer und Carl Unger –, er war aber der wichtigste Vortragsredner und Ehrenpräsident.

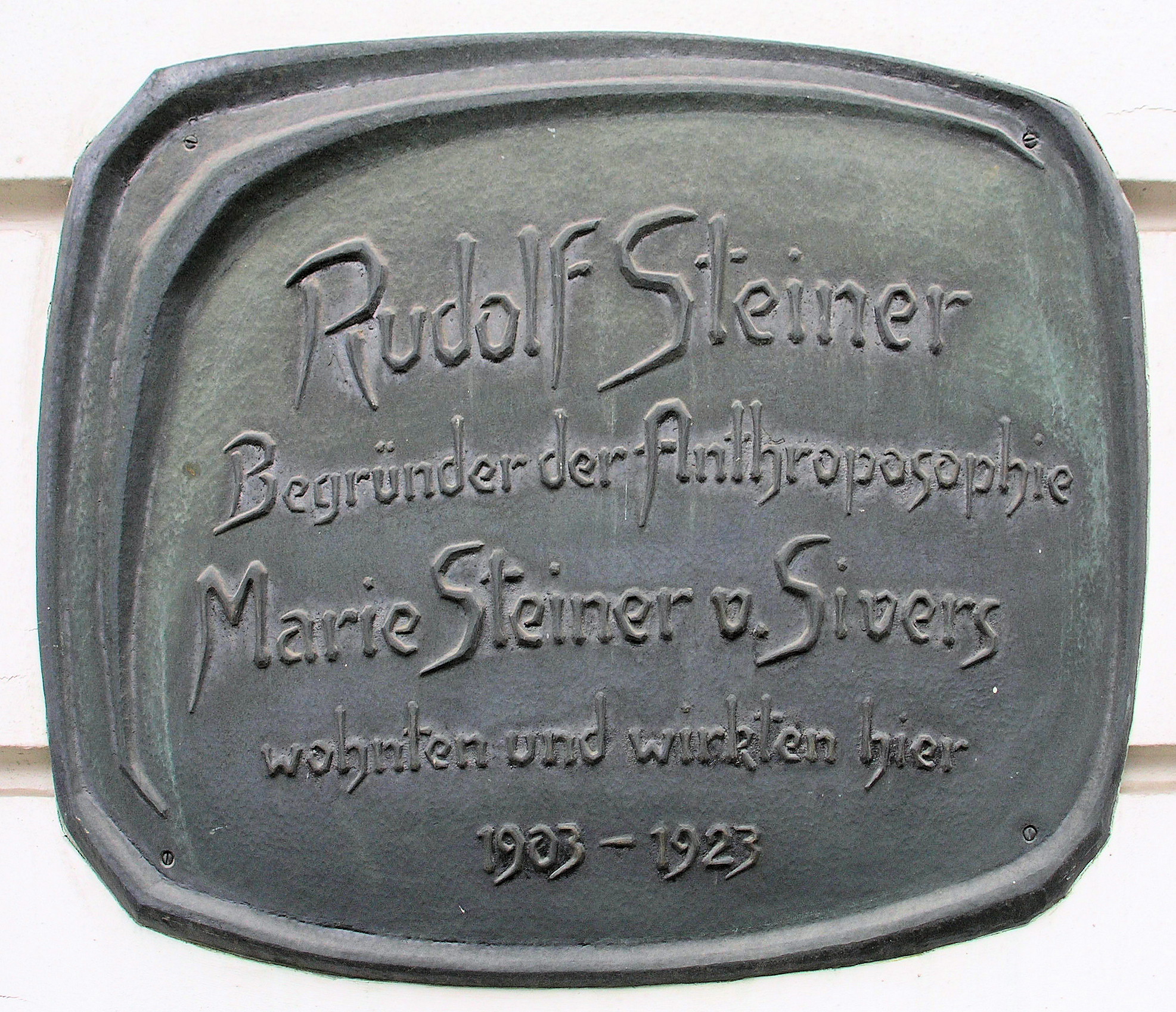
Gedenktafel in Berlin-Schöneberg, Motzstraße 30, Wohnsitz Rudolf Steiners 1903–1923

 Auf der 1. Generalversammlung der Anthroposophischen Gesellschaft (AG) am 3. Februar 1913 in Berlin erklärte Steiner, dass das Wort Anthroposophie besser als Theosophie ausdrücke, worum es ihm gehe. Die Namensänderung sei notwendig geworden, es sei aber nur ein neuer Begriff, keine Änderung in der Sache und die Arbeit werde in dem bisherigen Geist fortgeführt. Steiner intensivierte seine Vortragsreisen, sodass wegen der großen Nachfrage zuletzt eine Konzertagentur die Organisation übernahm.
Rudolf Steiner und seine spätere zweite Frau Marie von Sivers wohnten offiziell von 1903 bis 1923 in Berlin, zuletzt in Berlin-Schöneberg, Motzstraße 30, wo eine Gedenktafel an sie erinnert. Steiner war seit 1902 als Vorsitzender der Deutschen Sektion der Theosophischen Gesellschaft und auch als Vortragsredner der 1913 gegründeten Anthroposophischen Gesellschaft, viel auf Reisen. Nach dem Ende des Ersten Weltkrieges 1918 hielt er sich nur noch selten in Berlin auf. Die Kündigung der Wohnung in der Motzstraße erfolgte am 10. November 1923 von Dornach aus. An diesem Tag traf in Dornach die Nachricht vom Hitlerputsch am 8. und 9. November ein. Rudolf Steiner soll zu Günther Wachsmuth gesagt haben: „Wenn diese Gesellschaft sich durchsetzt, bringt dies für Mitteleuropa eine große Verheerung.“ und bei anderer Gelegenheit: „Wenn diese Herren an die Regierung kommen, kann mein Fuß deutschen Boden nicht mehr betreten.“.

### Dornach (1913–1925)
Steiner lebte von 1914 bis 1925 im Haus des Gründungsvorstandes der Allgemeinen Anthroposophischen Gesellschaft am Unteren Zielweg 36 in Dornach.

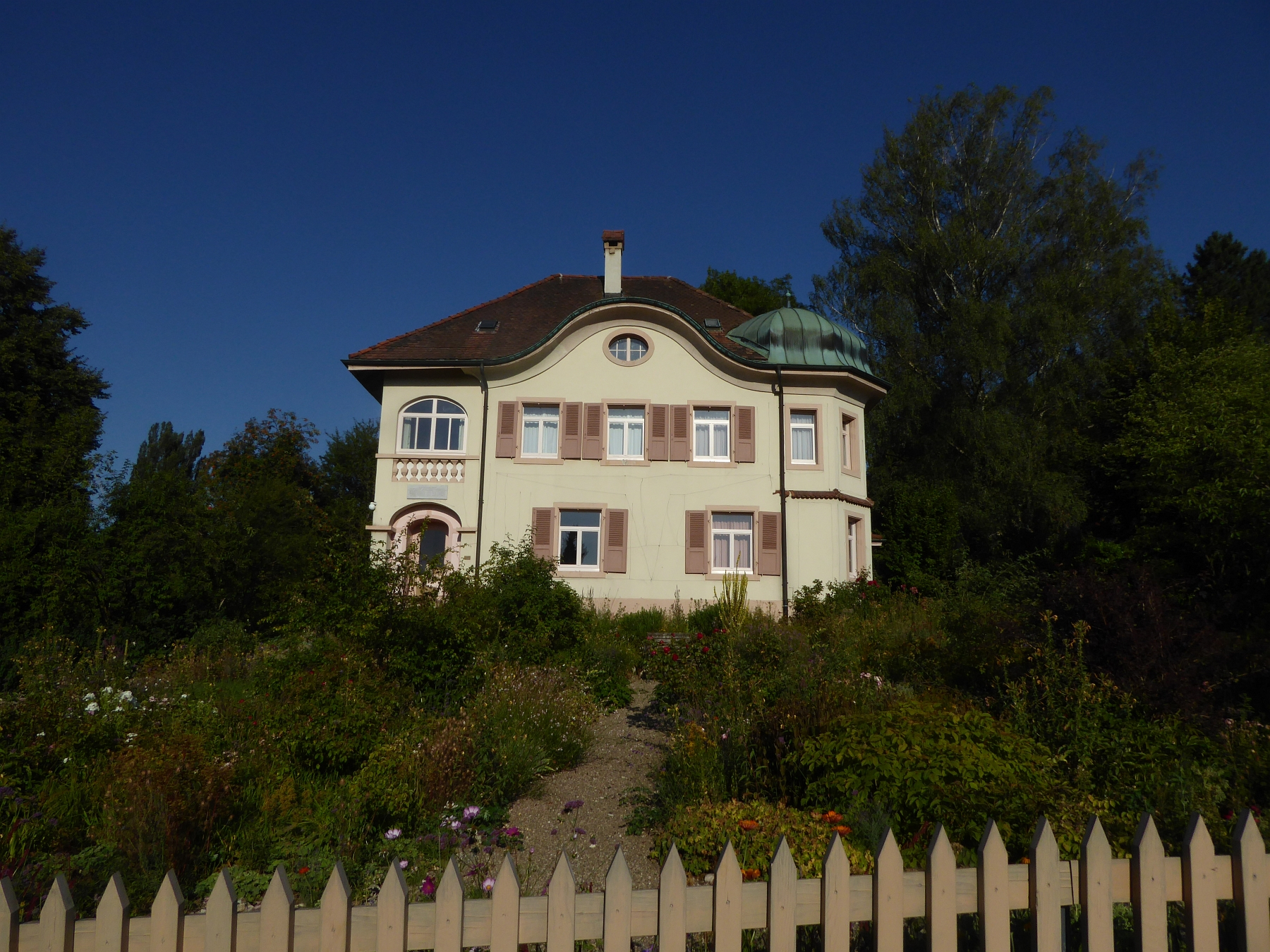
Wohnhaus, Unterer Zielweg 36 in Dornach

 Nach dem Bruch mit der Theosophischen Gesellschaft veränderte Steiner auch den terminologischen Rahmen seiner Lehre. Dabei war „Anthroposophie“ jedoch im Wesentlichen nur eine andere Bezeichnung für das, was er bis zum Ausschluss aus der Theosophischen Gesellschaft als „Theosophie“ vertreten hatte. Seine Bücher Theosophie. Einführung in übersinnliche Welterkenntnis und Menschenbestimmung (1904, GA 9) und Die Geheimwissenschaft im Umriss (1910, GA 13) blieben insofern auch die Standardwerke der Anthroposophie. In Neuauflagen von Steiners bisherigen Werken wurde die Bezeichnung „Theosophie“ weitgehend durch „Anthroposophie“ oder „Geisteswissenschaft“ ersetzt. Statt auf indische Weisheitslehren stützte sich Steiner von nun an auf westliche esoterische Lehren wie das Rosenkreuzertum und eine „Christosophie“, in deren Zentrum das „Mysterium von Golgatha“ stand. Gleichwohl blieben auch in der Anthroposophie östliche Spuren erkennbar, wie etwa die Karma- und Reinkarnationslehre oder Steiners Vorstellungen eines künftigen spirituellen Übermenschen („Homo divinus“), die er mit Rassenvorstellungen verband.

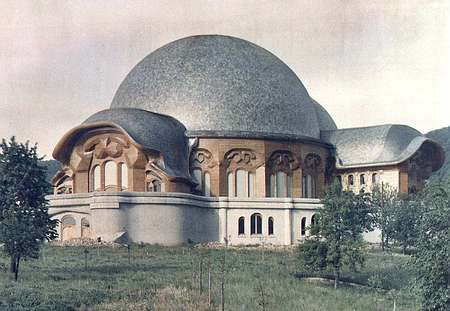
Das erste Goetheanum

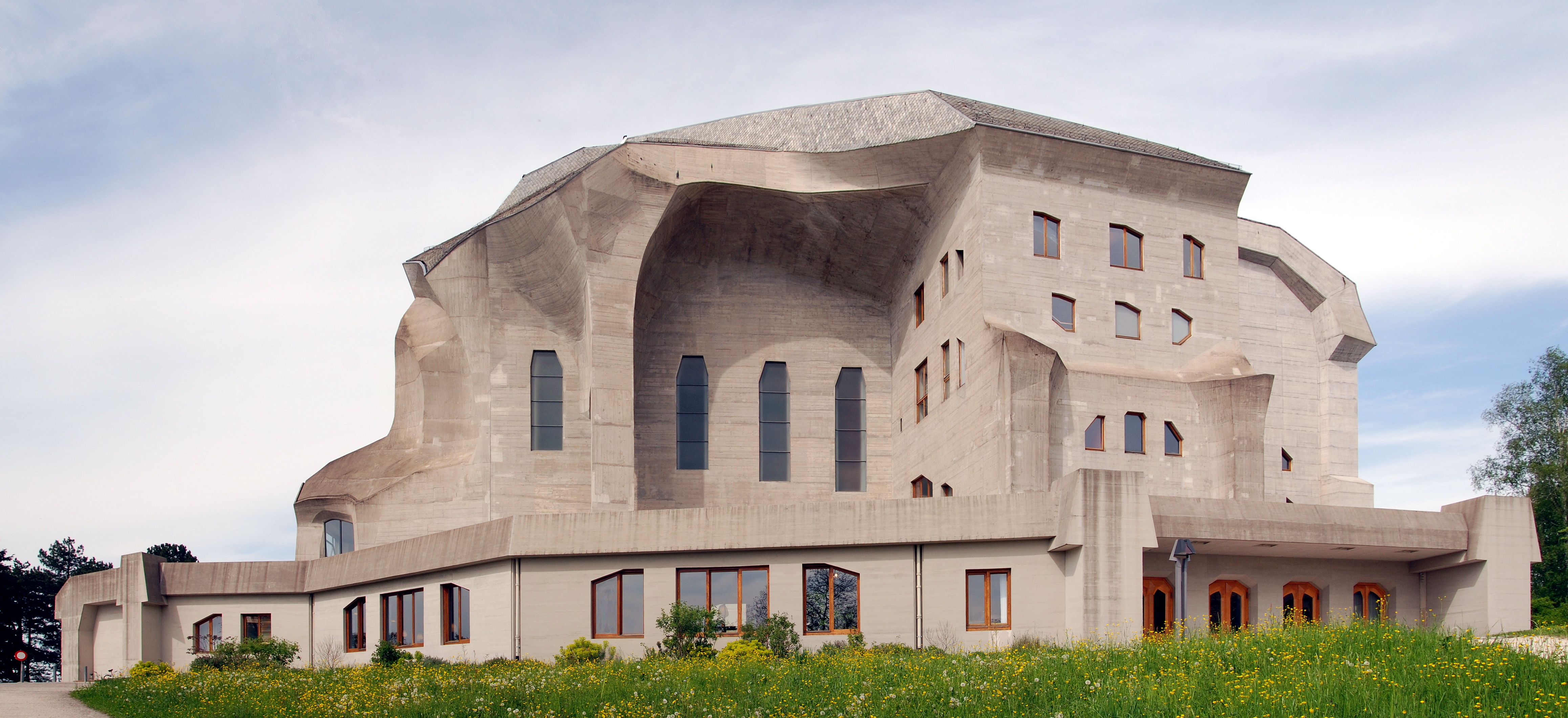
Das zweite Goetheanum in Dornach (1928 bis heute)

In späteren Jahren wandte er sich verstärkt Kunst und Architektur zu. In den Jahren 1910 bis 1913 wurden in München seine vier „Mysteriendramen“ uraufgeführt. Von 1913 bis 1922 entstand unter seiner künstlerischen Leitung in Dornach bei Basel das Goetheanum als Zentrum der Anthroposophischen Gesellschaft und Sitz der geplanten Freien Hochschule für Geisteswissenschaft. Nachdem der Holzbau in der Silvesternacht 1922/23 bis auf den Betonsockel abgebrannt war (die zeitgenössische Presse vermutete Brandstiftung seitens militanter Steiner-Gegner), entwarf Steiner ein zweites, größeres Goetheanum aus Beton, das 1928, drei Jahre nach seinem Tod, fertiggestellt wurde. Der expressive Baustil des aus Stahlbeton gefertigten neuen Goetheanums im Gegensatz zu seinem impressionistisch geprägten Vorgänger zeigt, dass Steiners Architekturstil binnen weniger Jahre einen radikalen Wandel erfuhr. Dieser Stil entfaltete – unter anderem unter der Bezeichnung Organische Architektur – eine weit verzweigte Wirkung auf die moderne Architektur (eine Beschäftigung mit Steiner lässt sich nachweisen für Le Corbusier, Henry van de Velde, Frank Lloyd Wright, Erich Mendelsohn, Hans Scharoun, Frank O. Gehry und Hinrich Baller).
Steiner, der vor und während des Ersten Weltkriegs im Austausch mit führenden Politikern gestanden hatte, wirkte nach Kriegsende auch auf politischer Ebene. Im Jahre 1919 publizierte er einen „Aufruf an das deutsche Volk und an die Kulturwelt“, den auch Hermann Bahr, Hermann Hesse und Bruno Walter unterzeichnet hatten. In dieser Zeit trat er für klassische Anliegen eher konservativer und nationaler Kreise ein. Vor allem die Kriegsschuldfrage war ihm ein politisches Anliegen. 1919 wirkte er an der Herausgabe einer politischen Broschüre unter dem Titel Die ‚Schuld‘ am Kriege mit, um die öffentliche Meinung im Vorfeld der Friedensverhandlungen in Versailles zu beeinflussen. Bei dem Dokument handelte es sich um die bereits 1914 niedergelegten Erinnerungen von Generalstabschef Helmuth von Moltke, in denen dieser das Versagen des Kaisers vor Kriegsausbruch beschrieben hatte. Sie erschien 1922. Im Kampf gegen den Kriegsschuldvorwurf an Deutschland finanzierte Steiner eine verschwörungstheoretische Schrift, in der Freimaurern, Juden und Theosophen die Schuld am Ersten Weltkrieg angelastet wurde. Diese Schrift des Okkultisten Karl Heise, die mit einer Einleitung Steiners versehen war, wurde später von den Nationalsozialisten rezipiert.
Die Zeit als Vortragsredner und Berater der Anthroposophischen Gesellschaft erwies sich für Steiner als produktiv. Er trat in den unterschiedlichsten Lebensbereichen mit eigenen Ideen hervor. Beispiele dieser „Anwendungs-Anthroposophie“, die sogenannten Praxisfelder, die zur Attraktivität der Bewegung beitrugen, sind die Waldorfpädagogik, die Elemente der Reformpädagogik aufgreift, und die anthroposophische Richtung der Heilpädagogik sowie ferner die Architektur, etwa des Goetheanums, Wohnhäuser und Zweckbauten oder die Bewegungskunst der Eurythmie. Er begründete mit der Ärztin Ita Wegman die anthroposophische Medizin und mit interessierten Pharmazeuten die anthroposophische Pharmazie. Für die religiöse Erneuerungsbewegung der Christengemeinschaft gab er Anregungen und Ratschläge. Im Juni 1924 legte er mit Vorträgen in Koberwitz bei Breslau die Grundlagen zur Begründung der biologisch-dynamischen Landwirtschaft; diese Vorträge erfolgten unter anderem auf Einladung von Carl Graf von Keyserlingk. Viele von Steiners Ideen sind bis heute wirkungsmächtig. So sind etwa Waldorfschulen und -kindergärten, biologisch-dynamischer Landbau und anthroposophische Medizin einschließlich der anthroposophisch orientierten Krankenhäuser beliebt. Die auf anthroposophischen Prinzipien basierenden Wirtschaftsunternehmen Der kommende Tag und die Futurum AG scheiterten hingegen nach dem Ersten Weltkrieg. Alle diese Konzepte sind Ausprägungen von Steiners „praktischem Okkultismus“, mit dem er wie vor ihm schon die Theosophen versuchte, „geistige“ Wirkungen, die mit naturwissenschaftlichen Methoden nicht messbar sind, sichtbar werden zu lassen.

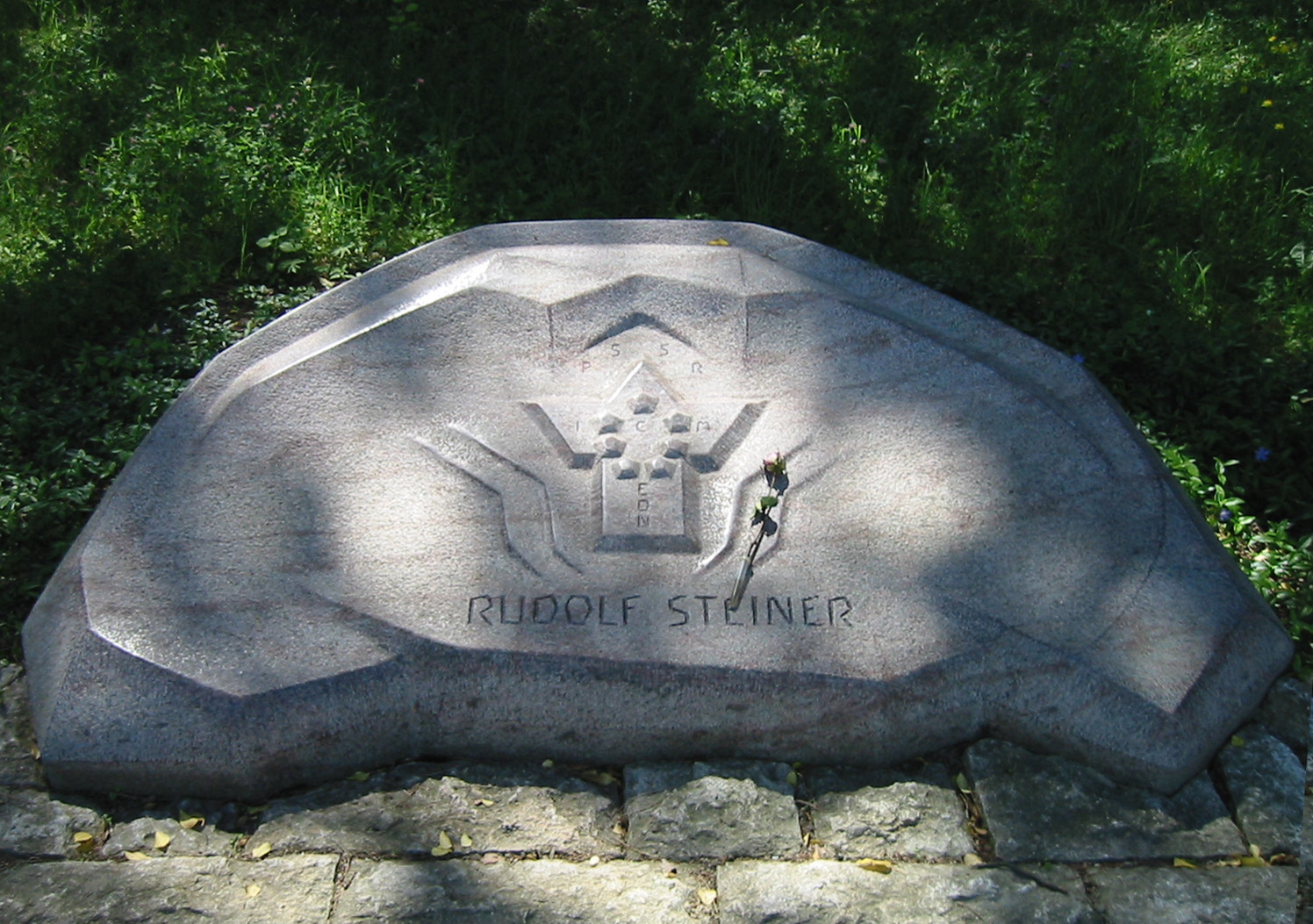
Rudolf Steiners Grabmal im Park des Goetheanums in Dornach

### Tod 1925 und Beisetzung 1992

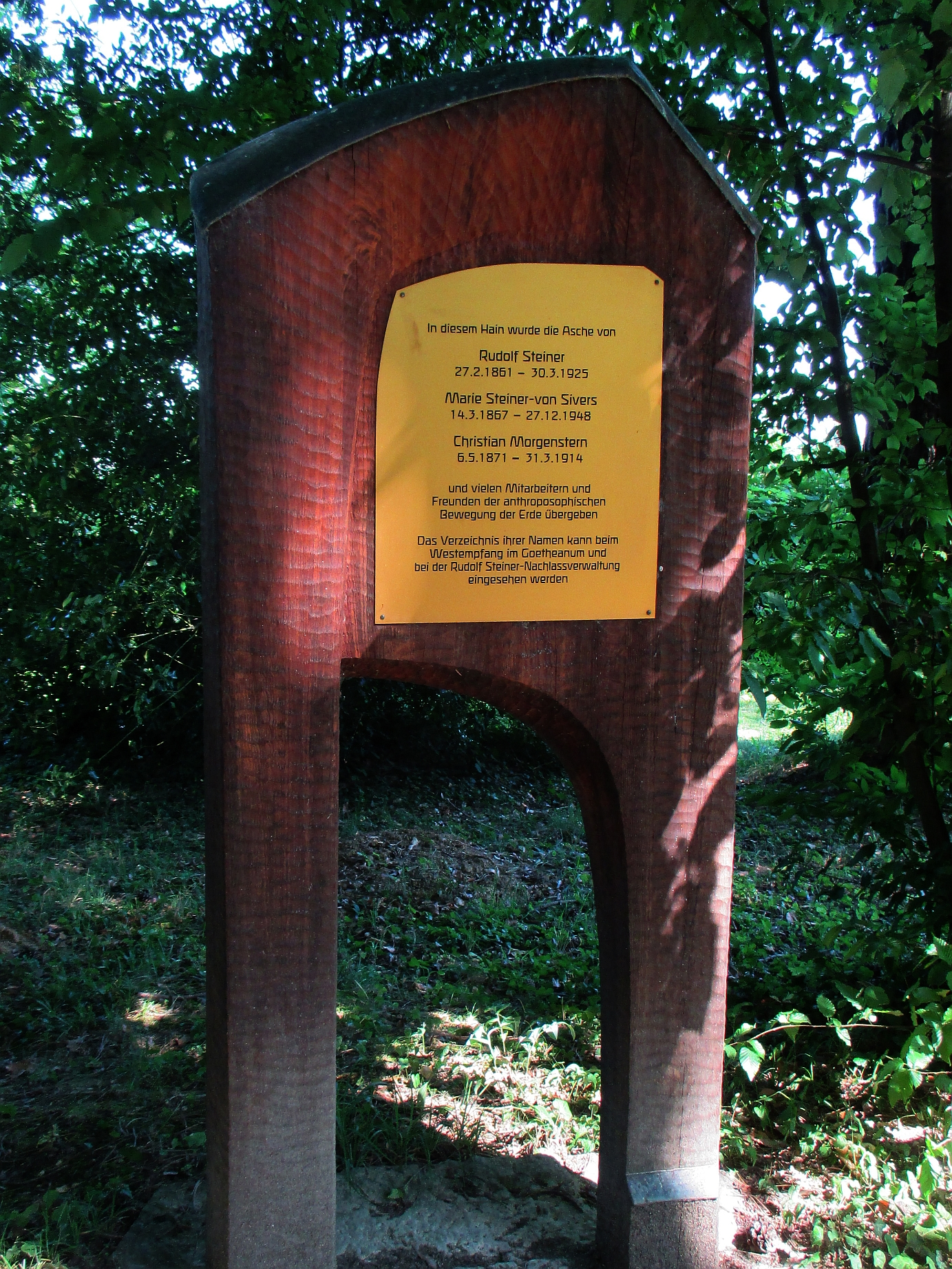
Gedenkhain, Goetheanum

Am 28. September 1924 gab Steiner seine Vortragstätigkeit auf und blieb in den sechs Monaten bis zu seinem Tod, in denen er nur noch eingeschränkt arbeitsfähig war, bettlägerig. Am 1. Oktober 1924 zog der chronisch erschöpfte Steiner aus dem mit seiner Frau bewohnten Haus Hansi aus und richtete sein Krankenlager im sogenannten Hochatelier neben der Schreinerei ein. Seiner Frau gegenüber begründete Steiner den Umzug mit der in der Schreinerei vorhandenen Badeeinrichtung, die im Haus Hansi fehle. Gleichzeitig bezog Ita Wegman, die Ärztin, Mitarbeiterin und Vertraute Rudolf Steiners, einen Nebenraum im Atelier, um den Kranken pflegen und medizinisch versorgen zu können. In dem halben Jahr bis zu seinem Tod verrichtete Steiner hier noch ein großes Arbeitspensum. Als sich sein Zustand verschlimmerte, wurde ein weiterer anthroposophischer Arzt, Ludwig Noll, hinzugezogen.
Rudolf Steiner starb am Montag, dem 30. März 1925 um 10 Uhr vormittags im Alter von 64 Jahren.
Marie Steiner, die sich im Rahmen einer Tournée in Stuttgart aufhielt, war zwar rechtzeitig vom Zustand Rudolf Steiners benachrichtigt worden, traf aber wegen anfänglich mangelnder Fahrgelegenheit erst einige Stunden nach dem Tod in Dornach ein.
An der Totenfeier am Abend des 1. April 1925 in der Schreinerei hielt Albert Steffen eine Gedenkrede. Am 2. April nahm Friedrich Rittelmeyer die Aussegnung nach dem Ritual der Christengemeinschaft vor. Nach der Abnahme der Totenmaske in der Nacht vom 2. April auf den 3. April 1925 wurde der Sarg am 3. April um neun Uhr nach Basel Horburg-Friedhof überführt, wo um zehn Uhr Friedrich Rittelmeyer die Totenhandlung begann. Albert Steffen hielt vor der Einäscherung eine Ansprache. Am Nachmittag holte der von Rudolf Steiner eingesetzte Vorstand der Anthroposophischen Gesellschaft die Asche vom Krematorium Basel ab und überführte sie in das Atelier nach Dornach. Unterwegs kam es im Auto zwischen Marie Steiner und Ita Wegman zu Auseinandersetzungen über den Aufbewahrungsort der Urne. Über die genaue Todesursache gibt es, trotz eines von Wegmann erstellten und in den Bestattungsakten des Basler Staatsarchivs abgelegten Sektionsbefundes der Leiche, keine gesicherten Erkenntnisse. Helmut Zander spricht in seiner Steinerbiographie von einem nachträglichen „Vertuschungsspektakel“ und einer „Verschleierungstaktik“, mit denen Ita Wegman vermutlich „verschleiern wollte, woran Steiner wirklich starb: an Krebs“. David Marc Hoffmann schreibt in seiner Steinerbiographie, dass die am 2. April 1925 vorgenommene Obduktion „chronische Entzündungen und Organvergrößerungen im Bauchraum“ ergeben habe. Die gleich nach dem Tod ausgestellte amtsärztliche Bescheinigung gibt als Todesursache „Herzschwäche und Erschöpfung nach langer Krankheit“ an. Steiners Urne wurde fast 70 Jahre lang, zuerst in Steiners Atelier, dann im Goetheanum aufbewahrt, bis man sie am 3. November 1992 im Gedenkhain des Goetheanums neben dem Urnengrab des Schriftstellers Christian Morgenstern, eines der engsten Vertrauten Rudolf Steiners, beisetzte.

## Einzelfragen

### Nachlassstreit
Nachdem Marie Steiner 1943 als Alleinerbin Steiners die «Rudolf Steiner Nachlassverwaltung, Verein zur Verwaltung des literarischen und künstlerischen Nachlasses von Dr. Rudolf Steiner» gegründet hatte, kam es zu heftigen Auseinandersetzungen zwischen anthroposophischen Gruppierungen in Dornach, besonders zwischen dem Nachlassverein und der Allgemeinen Anthroposophischen Gesellschaft um das materielle und geistige Erbe Steiners. Die gerichtlichen Auseinandersetzungen wurden zugunsten der Nachlassverwaltung entschieden, das heißt, die Herausgabe der Werke Rudolfs Steiners geschah nun unabhängig von der Anthroposophischen Gesellschaft. Als Reaktion darauf wurden Steiners Werke bis 1968 im Goetheanum nicht mehr zum Verkauf angeboten.

### Das Problem der Zäsur in Steiners Werk
Der späte Steiner verstand sein theosophisch und anthroposophisch geprägtes Werk der Jahre ab 1900 als konsequente Weiterentwicklung seines bis dahin entstandenen philosophischen Werks. In seinen unter dem Titel Mein Lebensgang veröffentlichten autobiographischen Notizen, die allerdings nicht immer zuverlässig sind, zeichnete Steiner das Bild einer folgerichtigen geistigen Entwicklung. Demgegenüber sehen viele Beobachter bei ihm um 1900 eine tiefe geistige Zäsur, die sich unter anderem an seiner veränderten Haltung gegenüber dem Christentum zeigen lässt. Ein Zeitgenosse sprach rückblickend von einer „halsbrecherischen Kurve seines Geisteslebens“, der Biograph Gerhard Wehr von „Krise und Wandlung“. Steiner, so der Chronist weiter, habe um die Jahrhundertwende eine „innere Wendung [vollzogen,] deren Interpretation dem Biographen manche Schwierigkeiten bereitet“. Ein weiteres Beispiel für die subjektive Sicht Steiners sind die Schilderungen seines Verhältnis zu Nietzsche, die David Marc Hoffmann als falsch nachgewiesen hat.

Ankündigung von vier Vorträgen über Anthroposophie, Zürich 1917

Der frühe Steiner war als Individualist, Positivist und Freidenker hervorgetreten, der sich nicht scheute, sich auch auf skandalumwobene Philosophen wie Stirner, Nietzsche und Haeckel zu berufen. Sein Freidenkertum gipfelte in einer Verächtlichmachung von Religion und Glauben. Dem Christentum maß er geradezu pathologische Züge bei. Der Glaube an Gott und Christus erschien Steiner als Zeichen krankhafter Schwäche, der er ein „gesundes menschliches Denken“ gegenüberstellte. An anderer Stelle hatte er geschrieben, der Mensch der Zukunft werde „nicht mehr glauben, daß Gott seinen eingeborenen Sohn gesandt hat, ihn von sündiger Schmach zu befreien, er wird aber einsehen, daß unzählige Himmel da sind, um ihn zuletzt hervorzubringen und sein Dasein genießen zu lassen“. Solche Sätze erscheinen wie ein Nachhall von Nietzsches Kritik am christlichen Glauben, wie dieser sie unter anderem in Der Antichrist – Fluch auf das Christenthum niedergeschrieben hatte. Dieser Angriff Nietzsches auf das Fundament christlicher Glaubensinhalte hatte den jungen Steiner tief beeindruckt, wie aus einem Brief an Pauline Specht hervorgeht. Im Magazin für Litteratur veröffentlichte Steiner noch 1898 den bekenntnishaften Satz: „Wir wollen Kämpfer sein für unser Evangelium, auf daß im kommenden Jahrhundert ein neues Geschlecht entstehe, das zu leben weiß, befriedigt, heiter und stolz, ohne Christentum, ohne Ausblick auf das Jenseits.“ Nur zwei Jahre später trat ein gewandelter Steiner vor die Theosophen und sprach über die „mystische Tatsache des Christentums“.
Die tiefe geistige Zäsur in seinem Leben, die um die Jahrhundertwende stattgefunden hatte, brachte Steiner rückblickend besonders mit Stirner und Mackay in Verbindung. Steiners geistige Wende war radikal. Hatte er Stirner anfangs als „den freiesten Denker“ bezeichnet, „den die neuzeitliche Menschheit hervorgebracht hat“, wurde er für ihn zu einem „furchtbar deutlich sprechenden Symbolum der untergehenden [bürgerlichen] Weltanschauung“. Auch Nietzsches Antichrist wurde nun als Inbegriff des Satanischen betrachtet. Seine Kapitel hätten einen „oftmals so teuflischen Inhalt“, meinte Steiner und schrieb sie Ahriman zu, dem bösen Gott des Parsismus, der in seiner Interpretation der Menschenseele den Zugang zur seelisch-geistigen Welt versperren möchte, um ihr Bewusstsein mit materialistischen Versuchungen an die physische Leiblichkeit zu ketten.

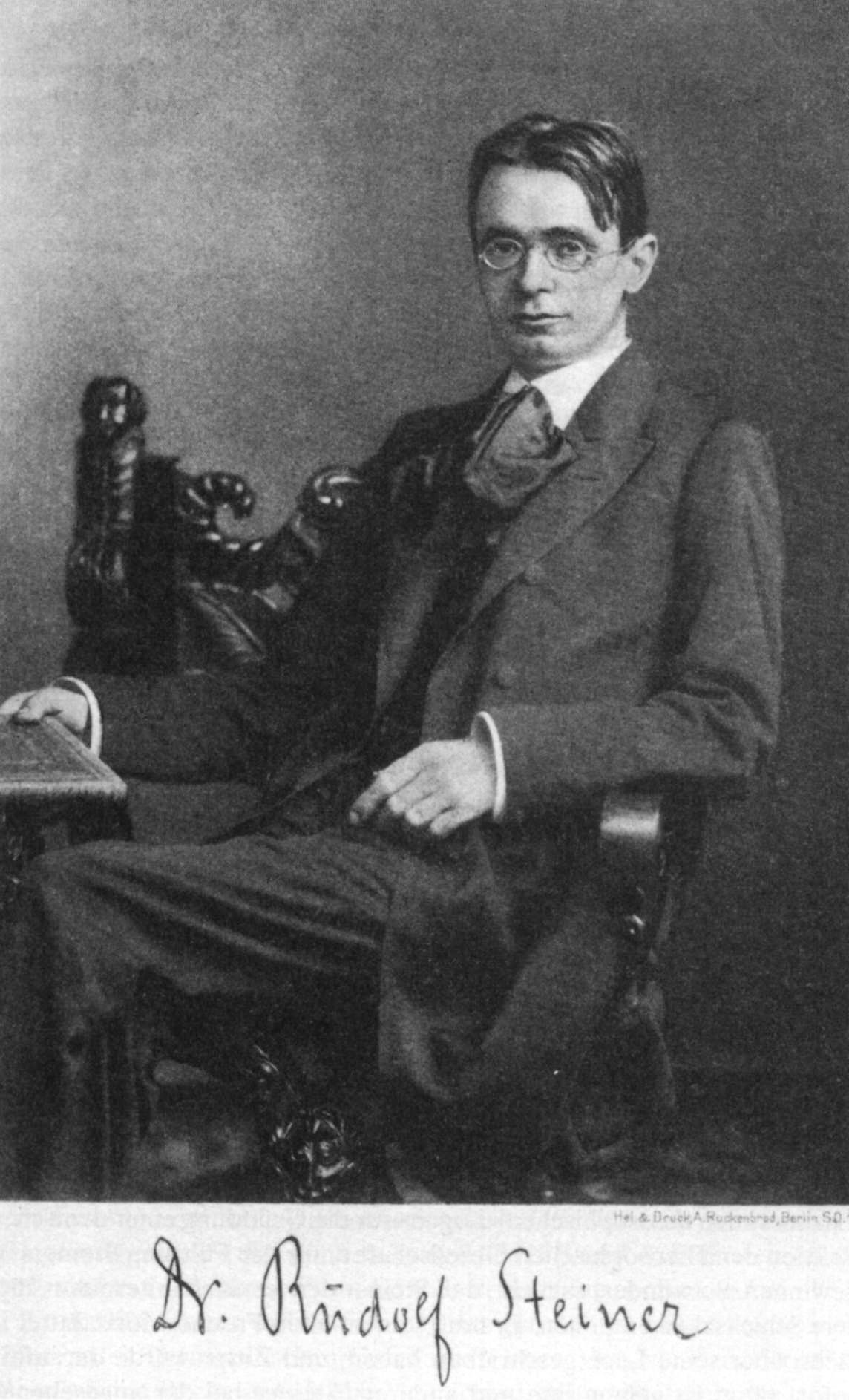
Rudolf Steiner um 1900

Gerhard Wehr spricht von einem „Wandlungsgeschehen“ in Steiners Berliner Jahren und dass sich Steiner trotz Betonung der Kontinuität seiner geistigen Entwicklung des starken Wandels bewusst war. In dieser Zeit hatte Steiner, der frühere Kritiker von Offenbarungsreligionen, nach eigenen Angaben eine Art christliches Erweckungserlebnis, das er mit dem „geistigen Gestanden-Haben vor dem Mysterium von Golgatha in innerster, ernstester Erkenntnis-Feier“ umschrieb. Gerhard Wehr hält ein „neuzeitliches Damaskus-Erlebnis“ Steiners für naheliegend.
Von Zeitgenossen wurde die Wandlung, auf Steiners persönliche Lebensumstände anspielend, vielfach unter Verweis auf rein weltliche Motive gedeutet. Das zeigt eine ganze Serie von Nachrufen, in denen auf die materielle Verbesserung von Steiners Lage nach seiner Hinwendung zur Theosophie Bezug genommen wurde, so John Schikowski, der Musikkritiker Richard Specht oder der Schriftsteller Max Osborn. Eine mehrheitlich akzeptierte Deutung für die Zäsur in Steiners Werk gibt es in der Literatur nicht. Manche Autoren nehmen in Anlehnung an Steiners retrospektive Selbstauslegung eine innere Kohärenz der persönlichen Entwicklung an. Der Religionswissenschaftler Robert McDermott etwa glaubt, dass Steiner bereits in seiner Philosophie der Freiheit die Möglichkeit zur Erlangung esoterischen Wissens habe etablieren wollen, und stellt es daher in direkter Kontinuität zur Aufsatzserie Wie erlangt man Erkenntnisse der höheren Welten von 1904/05 an. Helmut Zander nimmt eine mittlere Position ein und betont, dass Steiners Abwendung vom Materialismus und seiner Hinwendung zur Theosophie ein Neubeginn gewesen sei, aber kein voraussetzungsloser: In seinem monistischen Denken habe er Geist und Materie als zwei Seiten derselben Medaille verstanden: So habe er seinen materialistischen Monismus der 1890er Jahre nur umdrehen müssen, „um ein spiritueller Monist zu werden“ und die Materie als „materialisierten Geist“ zu verstehen. Hier liege „eine wichtige Kontinuität vom jungen zum alten Steiner“.

### Rassismus und Antisemitismus in Steiners Schriften
Nach dem Zweiten Weltkrieg wurden vor allem Äußerungen Steiners zur Rassenfrage und zum Judentum kritisiert. Seit den 1970er/80er Jahren wurden, besonders in Deutschland, immer wieder Steiners Auffassungen über Menschenrassen exponiert, zuletzt, als das Bundesministerium für Familie, Senioren, Frauen und Jugend (BMfSFJ) im September 2007 – nach dem Hinweis eines Bürgers – einen Antrag auf Indizierung zweier Steinerscher Werke bei der Bundesprüfstelle für jugendgefährdende Medien (BPjM) einreichte. Die Werke seien geeignet, „Kinder und Jugendliche sozialethisch zu desorientieren, [da sie] Rassen diskriminierende Aussagen“ enthielten. Bei den genannten Werken handelt es sich um zwei Vortragszyklen aus den Jahren 1908 und 1910 mit den Titeln: Geisteswissenschaftliche Menschenkunde (GA 107) und Die Mission einzelner Volksseelen im Zusammenhang mit der germanisch-nordischen Mythologie (GA 121).
Jana Husmann-Kastein, Humboldt-Universität zu Berlin, und Andreas Lichte kamen als Gutachter zu dem Schluss, dass Steiners Werk „Thesen zur unterschiedlichen Wertigkeit von ‚Menschenrassen‘ enthalte“.
Die Bundesprüfstelle für jugendgefährdende Medien stellte in einer Entscheidung vom 6. September 2007 fest, dass Steiners Werke teilweise als zum Rassenhass anreizend beziehungsweise als Rassen diskriminierend anzusehen seien. Eine Indizierung wurde aber nicht vorgenommen, weil der Verlag zusicherte, die betreffenden Titel in Zukunft mit einer Kommentierung zu versehen.
Die Frage nach einem möglichen Antisemitismus oder Rassismus in Steiners Werk wurde im November 2007 intensiv in der Öffentlichkeit diskutiert. Anlass war eine Strafanzeige gegen den Rudolf Steiner Verlag, wegen eines Bandes der Rudolf Steiner Gesamtausgabe, in dem Steiner dem Judentum die Daseinsberechtigung unter den heutigen Völkern abspricht und seine Existenz als „Fehler der Weltgeschichte“ ansieht. Bereits 2004 war über diese Passagen ausführlich diskutiert worden.
Der Historiker und Religionswissenschaftler Ralf Sonnenberg resümiert, Steiner habe dem rassentheoretischen Diskurs seiner Zeit einzelne Elemente entnommen und in einen theosophischen, das heißt universalistischen und kosmopolitischen Kontext gerückt. Mit dem Judentum habe Steiner sich nur am Rande auseinandergesetzt und sich dabei „im Spannungsfeld zwischen einem aufgeklärten, die Assimilation bedingungslos einfordernden Antijudaismus und der kirchenchristlichen Tradition soteriologisch untermauerter Judenfeindschaft“ bewegt. Von seinen philosophischen Quellen des 18. und 19. Jahrhundert habe er die „Überzeugung von der Obsoletheit des Judentums […] und ein geschichtsevolutives Stufenmodell“ favorisiert. Dabei hätten seine Forderungen nach Assimilation der Juden und seine Darstellung jüdischen Lebens „Elemente eines ‚antisemitischen Codes‘ rechtsbürgerlicher sowie linksliberaler Kreise“ seiner Zeit enthalten. Gleichzeitig habe er sich aber wiederholt vom judenfeindlichen, nationalistischen und rassistischen Diskurs distanziert, sodass Steiner nicht in den manifesten (Rassen-)Antisemiten und seine Vorgeschichte eingereiht werden dürfe.
Die Kulturwissenschaftlerin Jana Husmann-Kastein kritisiert an Steiner die Verwendung von rassen- und geschlechtsspezifischen Stereotypen. Steiner benutze eine Rassensystematik, die sich auf die Hautfarben beziehe und diesen bestimmte Eigenschaften zuschreibe. So werde etwa die „weiße Rasse“ explizit mit dem „Denkleben“, die „schwarze Rasse“ mit dem „Triebleben“ und die „gelbe Rasse“ mit dem „Gefühlsleben“ assoziiert. Weiterhin würden geschlechtsspezifische Muster bedient, etwa wenn Steiner den nicht-europäischen Völkern eine „weibliche Passivität“ zuschreibt. Sie kommt zu dem Urteil, dass Steiner keine geschlossene Rassentheorie für die heutige Menschheit entwickle, sondern mehrere rassentheoretische Modelle. Die Differenzierungssystematiken, derer sich Steiner bediene, würden bereits Essentialisierungen und Diskriminierungen beinhalten. Sie verbänden sich mit einem „kosmologischen Determinismus“, wobei sich hergebrachte farb- und geschlechtssymbolische Codierungen erkennbar einschrieben.
Jan Badewien, Beauftragter der Evangelischen Landeskirche in Baden für weltanschauliche Fragen, erkennt etwa einen strukturellen Antijudaismus und Rassismus.
Eine Untersuchungskommission unter dem Vorsitz des Juristen Ted van Baarda hat im Auftrag der Antroposofische Vereniging in Nederland (Anthroposophische Gesellschaft in den Niederlanden) die Rassismusvorwürfe gegenüber Rudolf Steiner untersucht. Es fanden sich in den insgesamt 89.000 Textseiten umfassenden Schriften und Vorträgen Steiners sechzehn Passagen, die als diskriminierend eingestuft wurden. Viele Stellen wurden als „unbedenklich“, „missverständlich“ oder „leicht diskriminierend“ beurteilt. Die Untersuchung kommt zu dem Ergebnis, dass das Menschenbild Rudolf Steiners „auf der Grundlage der Gleichwertigkeit aller menschlichen Individualitäten und nicht auf einer vermeintlichen Überlegenheit der einen Rasse gegenüber einer anderen“ stehe.
Wolfgang Benz, Leiter des Berliner Zentrum für Antisemitismusforschung, betont, dass sich Steiner ausdrücklich „vom rassistisch-völkischen Antisemitismus seiner Zeit“ distanziert hat, und resümiert: Sein „Plädoyer für die Assimilation unterscheidet ihn vom Anhänger des Rasseantisemitismus.“
Der Historiker Clemens Escher sieht in Steiners Äußerungen bis 1918 einen für den Wilhelminismus typischen Hang zur Abgrenzung von Deutschlands angeblichen „Reichs- und Erbfeinden“, zu denen für Steiner neben Franzosen, Jesuiten und Sozialisten eben auch Schwarzafrikaner und Juden gezählt hätten. Gleichwohl sei er weder überzeugter Rassentheoretiker noch Antisemit gewesen, sondern ein Eklektiker, der sich aus den diskursiven Angeboten seiner Zeit und seiner Umwelt bedient habe.
Zur Frage, ob es einen Rassismus bei Steiner gibt, kam Helmut Zander 2007 zu dem Schluss: „Wenn Rassismus die Bindung wichtiger Elemente der Anthropologie an augenblicklich existierende Rassen bedeutet, seien diese biologisch oder spirituell definiert, dann kann man Steiner als Rassisten bezeichnen.“ Er differenzierte aber auch: „Mit manchen Äußerungen wird der Rassismus manifest, mit anderen hat Steiner sich explizit vom Rassismus seiner Umwelt distanziert.“ Inzwischen haben Vertreter der anthroposophischen Bewegung mehrmals Stellung zu den Vorwürfen genommen (s. oben). Eine differenzierte Zusammenfassung der Problematik, vom anthroposophischen Standpunkt aus, gaben Ramon Brüll und Jens Heisterkamp im sogenannten Frankfurter Memorandum. Die neueste Stellungnahme von anthroposophischer Seite erfolgte im Juni 2021.
Der Religionswissenschaftler Julian Strube resümiert, dass Steiner in seiner Lehre (die sich über die Jahre durchaus wandelte) ein seinem Verständnis nach „spirituelles“ Rassenkonzept mit einem „nationalistischen deutschen Sendungsbewusstsein“ verbunden habe. Zwar sei dies vergleichsweise universalistisch und wenig aggressiv gewesen, doch nennt er es „auch weitaus weniger unschuldig als dies manche Anhänger der Anthroposophie in der Retrospektive darzustellen versuchen“.
Steiners Verwendung rassetheoretischer Vorstellungen wird mitunter mit seiner Prägung durch den evolutionistischen Zeitgeist des ausgehenden 19. Jahrhunderts erklärt, weshalb man seine Äußerungen aus der Zeit heraus verstehen müsse, in der sie entstanden. Diese relativierende Deutung steht im Widerspruch zu Steiners Selbstverständnis, über höhere, auf übersinnlichem Weg erlangte Erkenntnisse zu verfügen, deren Wahrheit zeitlos wäre.
Die Religionswissenschaftlerin Melanie Hallensleben sieht in Steiners Werk zwei unterschiedliche rassistische Konzepte: zum einen die Wurzelrassenlehre, die auf Blavatsky zurückgehe und für die sich Steiner zusätzlich auf einzelne Stellen bei Arthur de Gobineau (1816–1882) berufe; zum anderen die seinerzeit verbreitete Dreiteilung der Menschheit in Schwarze, Weiße und „Gelbe“. Besonders fragwürdig seien seine Äußerungen zu Juden, denen er aufgrund ihrer Endogamie die Fähigkeit zur spirituellen Höherentwicklung rundweg abgesprochen habe. Gleichwohl ließe sich kein Fall persönlicher Diskriminierung einzelner Menschen durch Steiner nachweisen, „denn auf Steiners Ungleichbewertung von Menschen folgt keine Ungleichbehandlung“.

### Das Problem der Wissenschaftlichkeit
Steiners Werk wurde schon zu seinen Lebzeiten sehr kontrovers diskutiert, beziehungsweise aktiv bekämpft. Eine der Streitfragen war die von Rudolf Steiner behauptete Wissenschaftlichkeit der Anthroposophie, die von Vertretern der universitären Wissenschaft nicht akzeptiert wurde. Die gnostischen Ansätze seiner Christologie, sowie Elemente der östlichen Religionen, beziehungsweise theosophischen Lehre, wie Reinkarnation und Karma, wurden von den Amtskirchen scharf verurteilt. Vieles von dem, was Steiner als Ergebnis seiner von ihm behaupteten hellsichtigen Schau in Höhere Welten darstellte, stammte nach Meinung seiner Kritiker und Gegner in Wahrheit aus jedermann zugänglicher Literatur. Namentlich Veröffentlichungen von Ernst Haeckel und Tuiskon Ziller habe er für seine Zwecke genutzt. Dessen Kulturstufentheorie – die schon damals als unwissenschaftlich galt – spielt bis heute bei der Grundlegung des Epochenunterrichtes in den Waldorfschulen eine Rolle. Nach Helmut Zander sind Steiners hellseherische Einsichten immer nach demselben Schema entstanden. Er habe überarbeitete Texte aus der theosophischen Literatur entnommen und sie anschließend als seine eigenen höheren Erkenntnisse ausgegeben. Weil er kein okkulter Geschichtenerzähler, sondern ein (Geistes)wissenschaftler sein wollte, habe er seine übersinnlich im Weltgedächtnis geschaute Lektüre dem jeweiligen Stand der Technik angepasst. Als etwa die Brüder Wright ab 1903 Flüge mit Gleitflugzeugen und schließlich mit Motorflugzeugen absolvierten, habe Steiner 1904 jahresaktuell die behäbigen Gondel-Luftschiffe seiner Atlantis-Geschichte in Flugzeuge mit Höhen- und Seitenrudern verwandelt.
Der Kritikpunkt der Vermischung von Wissenschaftlichkeit und Glaubensfreiheit bezieht sich vor allem auf Steiners „Okkultismus“. So meint etwa der Religionswissenschaftler Hartmut Zinser, Steiner verschiebe eigenmächtig die Kriterien dessen, was als wissenschaftlich gelte. Dies zeige sich etwa, wenn von „Geistes- oder Geheimwissenschaft“ und „hellseherischer Forschung“ die Rede sei. Alles, was mit den Erkenntnissen und Methoden der Wissenschaften nicht zu vereinbaren sei, werde deshalb als „höheres Wissen“ ausgegeben. Damit würden die von R. Steiner angenommenen ‚überweltlichen Welten‘ zu Glaubensaussagen. Er leugne aber deren Glaubenscharakter und gebe sie als objektive Tatsachen aus. Steiner unterliege hier einem der erkenntnistheoretischen Grundfehler des modernen Okkultismus, da nicht zwischen Wahrnehmung und Deutung unterschieden werde.

## Steiner im Urteil seiner Zeitgenossen
Aus den frühen 1890er Jahren in Weimar liegen einige Erinnerungen der bald darauf sehr erfolgreichen emanzipatorischen Schriftstellerin Gabriele Reuter vor, zu deren Freundeskreis Steiner gehörte.
Der Schriftsteller Stefan Zweig lernte den 40-jährigen Steiner kurz vor dessen Hinwendung zur Theosophie in dem Berliner Literatenkreis Die Kommenden kennen und berichtete später darüber.
Steiners Bekanntheit wuchs nach seiner Hinwendung zur Theosophie kontinuierlich. Bei seinen Vorträgen füllte er zuletzt ganze Konzertsäle. Seine Vortragsreisen wurden zum Teil von einer Berliner Konzertagentur organisiert (z. B. die sogenannten „Wolf-Sachs“-Tourneen in den Jahren 1921 und 1922, und der Hochphase seiner Popularität). Die Besucherströme zu den Vortragssälen mussten teils polizeilich geregelt werden. Die Neue Freie Presse berichtete von „minutenlangem Beifallsklatschen und Trampeln“ in ausverkauften Sälen. Es sei dies Ausdruck einer Massensuggestion, die Steiner ausgeübt habe. Der Vortragsredner Steiner polarisierte: die einen waren vorbehaltlos begeistert; andere lehnten seine Positionen (teils vehement) ab. Viele Journalisten schrieben über Steiner reserviert, distanziert, ironisch oder spöttisch.

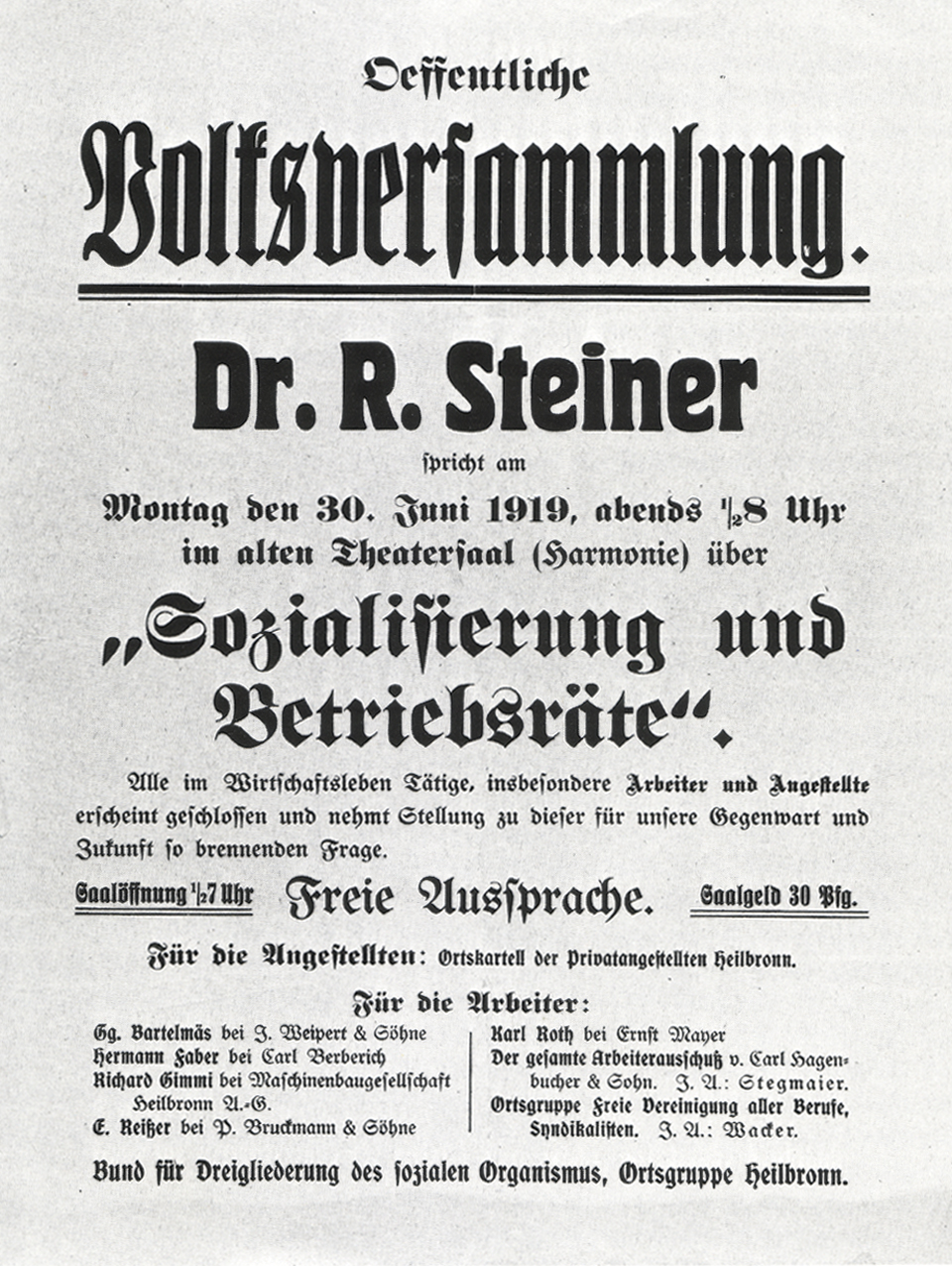
Aufruf zur Volksversammlung mit Vortrag von Rudolf Steiner aus dem Jahre 1919

Kurt Tucholsky veröffentlichte 1924 in der linksbürgerlichen Wochenschrift Weltbühne einen kritischen Kommentar zu einem Vortrag Steiners („Sein Gerede wimmelte von Fehlern.“).
Viele Kommentatoren erklärten sich Steiners Wirkung auf sein Publikum mit dessen rhetorischem Talent, so der norwegische Sozialökonom und Historiker Wilhelm Keilhau. Zwar fiel das zeitgenössische Urteil vielfach negativ bis hämisch aus, wer sich aber für das zeitgenössische Kulturleben interessierte, kam an Steiner kaum vorbei. Das zeigen zahlreiche Urteile bedeutender Zeitgenossen, die Steiner zwar als rätselhaft oder unseriös apostrophierten, aber auch seine Wirkung zur Kenntnis nahmen. Selbst von Albert Einstein wird berichtet, dass er Vorträge Steiners besuchte, aber kein Verständnis aufbrachte. Er konstatierte bei Steiner eine fehlende Kenntnis der nichteuklidischen Geometrie und bezeichnete die übersinnliche Erfahrung als Unsinn.
Auch Franz Kafka versuchte, das Phänomen Steiner zu verstehen, er bildete sich aber kein abschließendes Urteil über ihn. Kafka suchte Steiner einmal persönlich auf, um ihn um Lebenshilfe zu bitten. Das Gespräch erfüllte seine Erwartungen aber nicht.

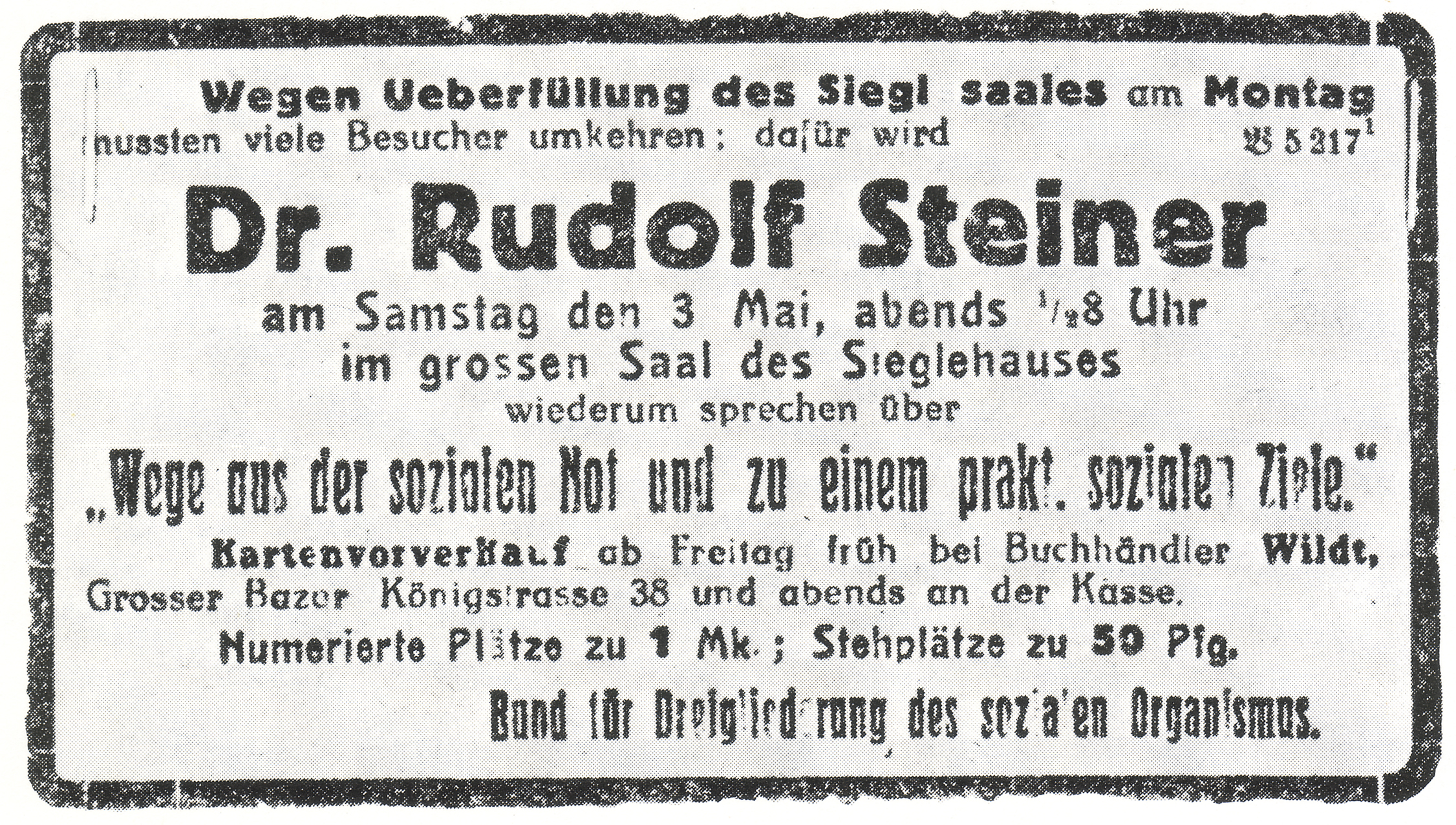
Einladung zu einem Sondervortrag Rudolf Steiners aufgrund der großen Nachfrage, Stuttgart 1919

Einige Schriftsteller und Dichter bemühten sich um einen Zugang zu Steiner oder um eine Einschätzung. Hugo Ball zum Beispiel besuchte einen Vortrag Steiners, um seine Wirkung zu ergründen; er berichtete davon in einem Brief.
Hermann Hesse wies die Verwendung anthroposophischer Quellen für seine Werke zurück, nachdem diese bei ihm vermutet worden waren.
Steiner hatte auch unter bedeutenden Zeitgenossen Sympathisanten und Bewunderer. Albert Schweitzer etwa berichtete, er habe ein Gefühl geistiger Zusammengehörigkeit, das ihn seit einer ersten persönlichen Begegnung mit Steiner verband. Christian Morgenstern widmete ihm seinen letzten, posthum erschienenen Gedichtband Wir fanden einen Pfad (1914) und erwog sogar, Steiner für den Friedensnobelpreis vorzuschlagen. In einem Brief an Friedrich Kayssler schrieb er: „Es gibt in der ganzen heutigen Kulturwelt keinen größeren geistigen Genuss, als diesem Manne zuzuhören, als sich von diesem unvergleichlichen Lehrer Vortrag halten zu lassen“. Auch Selma Lagerlöf versuchte eine Erklärung.

## Edition des Werkes
Rund 3700 Vorträge wurden als Stenogramme aufgezeichnet; von den übrigen existieren qualitativ unterschiedliche Mitschriften oder Notizen. Etwa 700 Vorträge sind noch nicht veröffentlicht, wurden aber mitgeschrieben, wenn auch teilweise bruchstückhaft.
Steiners Vorträge erschienen zunächst im Privatdruck und in Zeitschriften, ab 1908 im Philosophisch-Anthroposophischen Verlag, Berlin. Dieser unternahm bis 1953 knapp 500 Publikationen, der Großteil von Steiners Werk. 1943 gründete Marie Steiner als Alleinerbin der Autorenrechte die Rudolf Steiner Nachlassverwaltung, Verein zur Verwaltung des literarischen und künstlerischen Nachlasses von Dr. Rudolf Steiner.
Im Vortragswerk sind verschiedene Sparten zu unterscheiden:
- Die Vorträge für Mitglieder der Theosophischen und Anthroposophischen Gesellschaft (GA 88–346)[152]
- Öffentliche Vorträge (GA 51–84)
- „Arbeitervorträge“ (GA 347–354)

Das künstlerische Werk umfasst Bände, Kunstmappen und Einzelblätter mit Reproduktionen seiner zahlreichen Skizzen und Bilder. Insbesondere wurden in neun Bänden seine rund 1500 Skizzen zur Eurythmie (die sogenannten „Eurythmieformen“) und in 30 Bänden seine 1100 „Wandtafelzeichnungen“ dokumentiert.
Die Gesamtausgabe (GA) ist keine historisch-kritische Ausgabe. Die Vorträge Rudolf Steiners sind nicht immer wortgetreu wiedergegeben. Die Herausgeber haben zum Teil schwerwiegende, sinnverändernde Eingriffe vorgenommen. Neben stilistischen Korrekturen, wurden Sätze ergänzt, neue Texte erstellt und ganze Absätze weggelassen, ohne dass dies kenntlich gemacht wurde.
Eine kritische Edition der Schriften Rudolf Steiners (SKA) erscheint seit 2013 im Frommann-Holzboog Verlag. In 16 Bänden werden Steiners zentrale Schriften von 1883 bis 1925 textkritisch aufgearbeitet und in ihrer Entwicklung durch oft zahlreiche Neubearbeitungen hindurch verfolgt. Dabei werden Quellen und Bezüge historisch transparent gemacht in Bezug auf Steiners intellektuelle und spirituelle Biographie.

## Schriften (Auswahl)
(GA = Rudolf Steiner Gesamtausgabe, ab 1961 herausgegeben von der Rudolf Steiner Nachlassverwaltung, Rudolf Steiner Verlag Dornach bzw. Basel.)
- Einleitungen zu Goethes Naturwissenschaftlichen Schriften (GA 1), 1883–1897
- Grundlinien einer Erkenntnistheorie der Goetheschen Weltanschauung mit besonderer Rücksicht auf Schiller. Zugleich eine Zugabe zu Goethes „Naturwissenschaftlichen Schriften“ in Kürschners Deutsche National-Litteratur (GA 2). W. Spemann, Berlin / Stuttgart 1886 (eingeschränkte Vorschau in der Google-Buchsuche [abgerufen am 2. Mai 2024]).
- Die Grundfrage der Erkenntnistheorie mit besonderer Rücksicht auf Fichte's Wissenschaftslehre : Prolegomena zur Verständigung des philosophierenden Bewusstseins mit sich selbst, Rostock, Univ., Diss., 1890 urn:nbn:de:gbv:9-g-1191790 (Digitalisat).
- Wahrheit und Wissenschaft. Vorspiel einer „Philosophie der Freiheit“ (GA 3). Herm. Weissbach, Weimar 1892 (eingeschränkte Vorschau in der Google-Buchsuche [abgerufen am 2. Mai 2024]).
- Die Philosophie der Freiheit. Grundzüge einer modernen Weltanschauung – Seelische Beobachtungsresultate nach naturwissenschaftlicher Methode (GA 4), 1894
- Friedrich Nietzsche. Ein Kämpfer gegen seine Zeit (GA 5). Emil Felber, Weimar 1895 (eingeschränkte Vorschau in der Google-Buchsuche [abgerufen am 2. Mai 2024]).
- Goethes Weltanschauung (GA 6). Emil Felber, Weimar 1897 (eingeschränkte Vorschau in der Google-Buchsuche [abgerufen am 2. Mai 2024]).
- Die Mystik im Aufgange des neuzeitlichen Geisteslebens und ihr Verhältnis zur modernen Weltanschauung (GA 7), 1901
- Das Christentum als mystische Tatsache und die Mysterien des Altertums (GA 8), 1902
- Theosophie. Einführung in übersinnliche Welterkenntnis und Menschenbestimmung (GA 9), 1904
- Wie erlangt man Erkenntnisse der höheren Welten? (GA 10), 1904 (Ausgabe von 1935 bei Google Buch)
- Aus der Akasha-Chronik (GA 11), 1904–1908
- Die Stufen der höheren Erkenntnis (GA 12), 1905–1908
- Die Erziehung des Kindes vom Gesichtspunkte der Geisteswissenschaft, 1907
- Die Geheimwissenschaft im Umriss (GA 13), 1909 (Ausgabe von 1913 bei Google Buch)
- Vier Mysteriendramen (GA 14), 1910–1913
- Die geistige Führung des Menschen und der Menschheit. Geisteswissenschaftliche Ergebnisse über die Menschheits-Entwickelung (GA 15), 1911
- Ein Weg zur Selbsterkenntnis des Menschen. In acht Meditationen (GA 16), 1912
- Die Schwelle der geistigen Welt. Aphoristische Ausführungen (GA 17), 1913
- Die Rätsel der Philosophie in ihrer Geschichte als Umriss dargestellt. Zugleich neue Ausgabe des Werkes: Welt- und Lebensanschauungen im 19. Jahrhundert ergänzt durch eine Vorgeschichte über abendländische Philosophie und bis zur Gegenwart fortgesetzt (GA 18). Siegfried Cronbach, Berlin 1914 (eingeschränkte Vorschau in der Google-Buchsuche [abgerufen am 2. Mai 2024]).
- Vom Menschenrätsel. Ausgesprochenes und Unausgesprochenes im Denken, Schauen und Sinnen einer Reihe deutscher und österreichischer Persönlichkeiten (GA 20), 1916
- Von Seelenrätseln. Anthropologie und Anthroposophie. Max Dessoir über Anthroposophie. Franz Brentano: Ein Nachruf. Skizzenhafte Erweiterungen (GA 21), 1917
- Goethes Geistesart in ihrer Offenbarung durch seinen „Faust“ und durch das Märchen von der Schlange und der Lilie (GA 22), 1918
- Die Kernpunkte der sozialen Frage in den Lebensnotwendigkeiten der Gegenwart und Zukunft (GA 23), 1919
- Aufsätze über die Dreigliederung des sozialen Organismus und zur Zeitlage 1915–1921 (GA 24), 1961 (in dieser Zusammenstellung)
- Philosophie, Kosmologie und Religion (GA 25), 1922
- Anthroposophische Leitsätze. Der Erkenntnisweg der Anthroposophie – Das Michael-Mysterium (GA 26), 1924/25
- Grundlegendes für eine Erweiterung der Heilkunst nach geisteswissenschaftlichen Erkenntnissen (GA 27; mit Ita Wegman), 1925
- Mein Lebensgang (GA 28), 1925

## Ausstellungen (Auswahl)
- 2011: Rudolf Steiner – Die Alchemie des Alltags, Vitra Design-Museum, Weil am Rhein[155]